# Электрозарядная станция

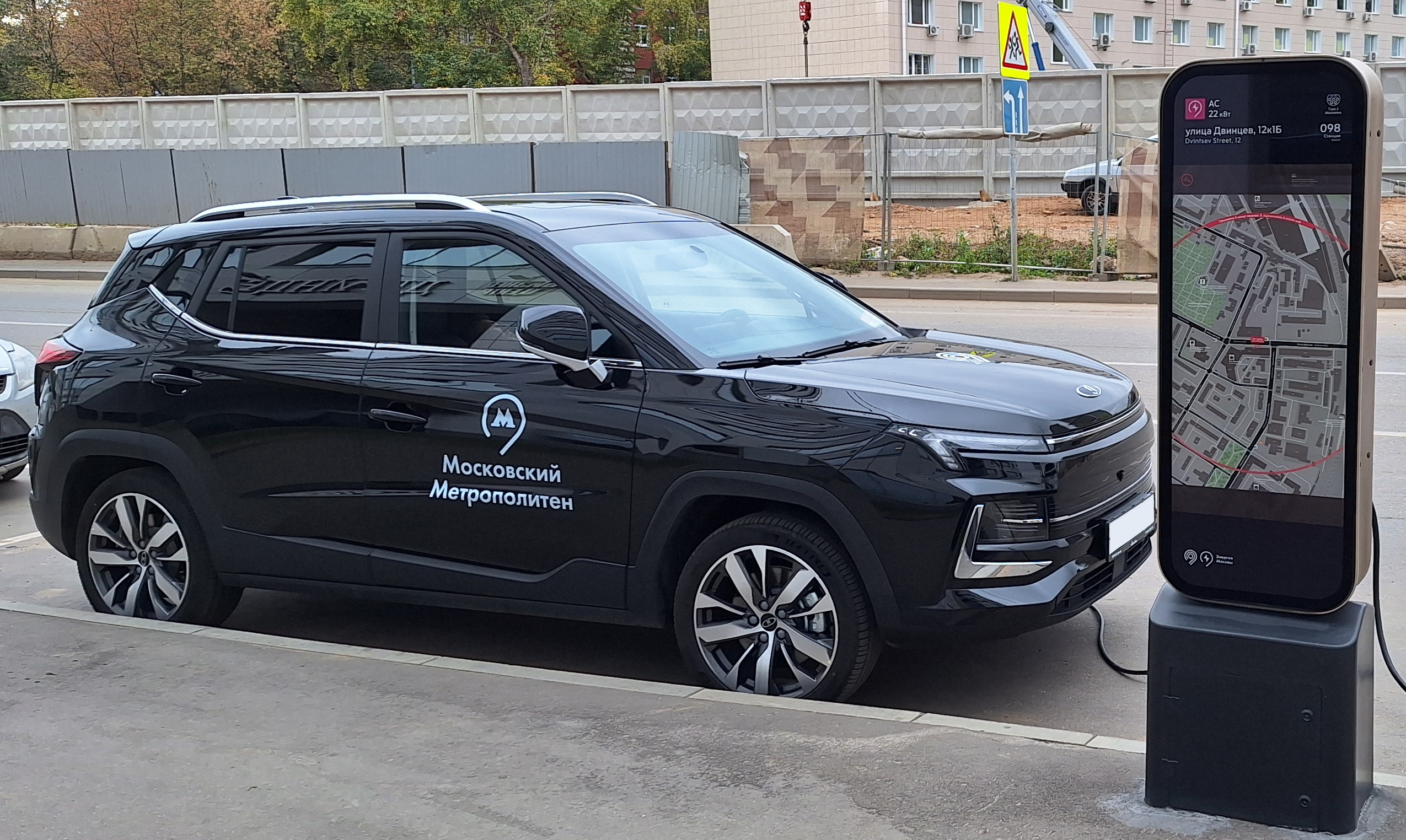
Москвич 3е на зарядке в Москве, 2023 год

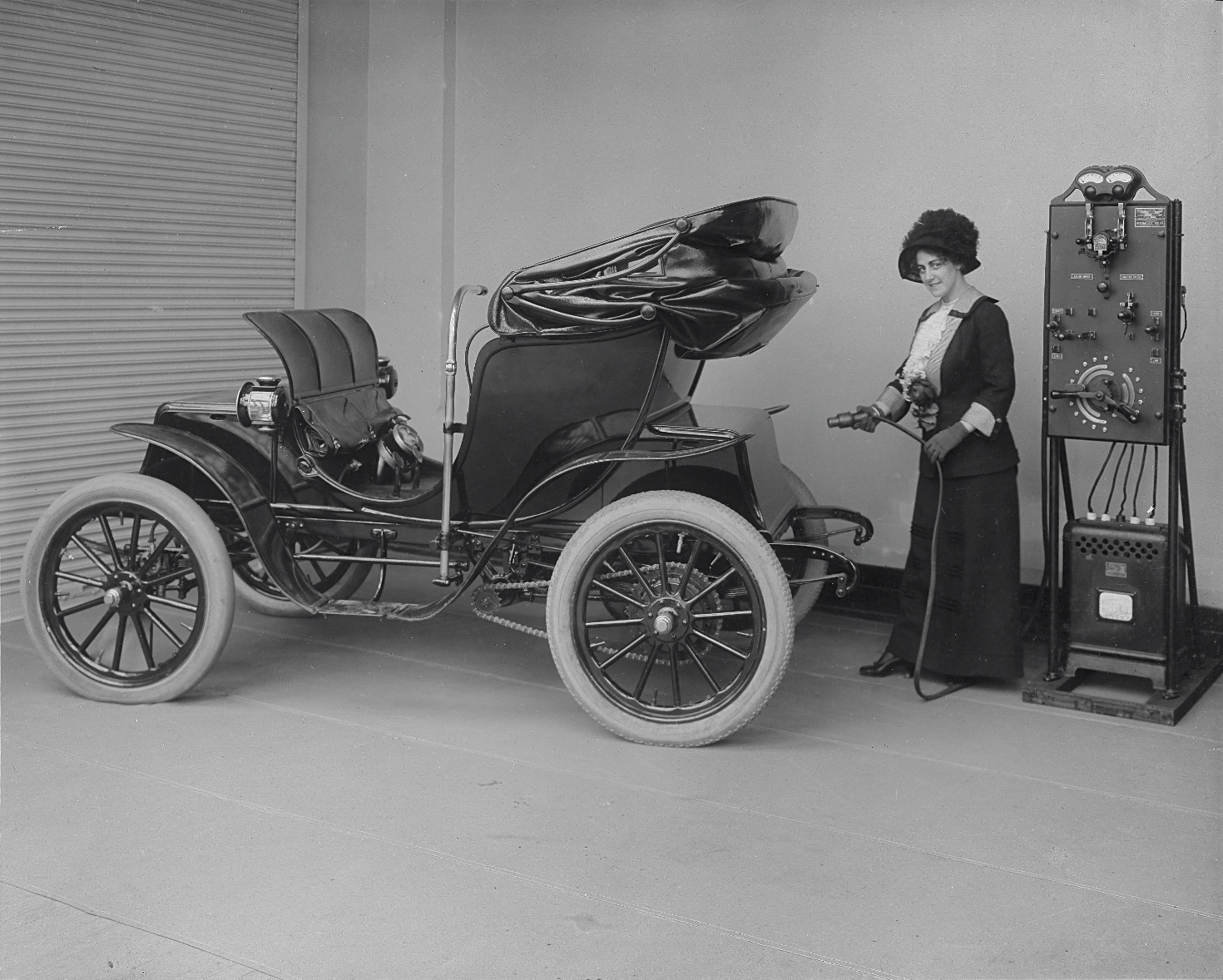
Женщина с выпрямителем и электромобилем, 1912 год

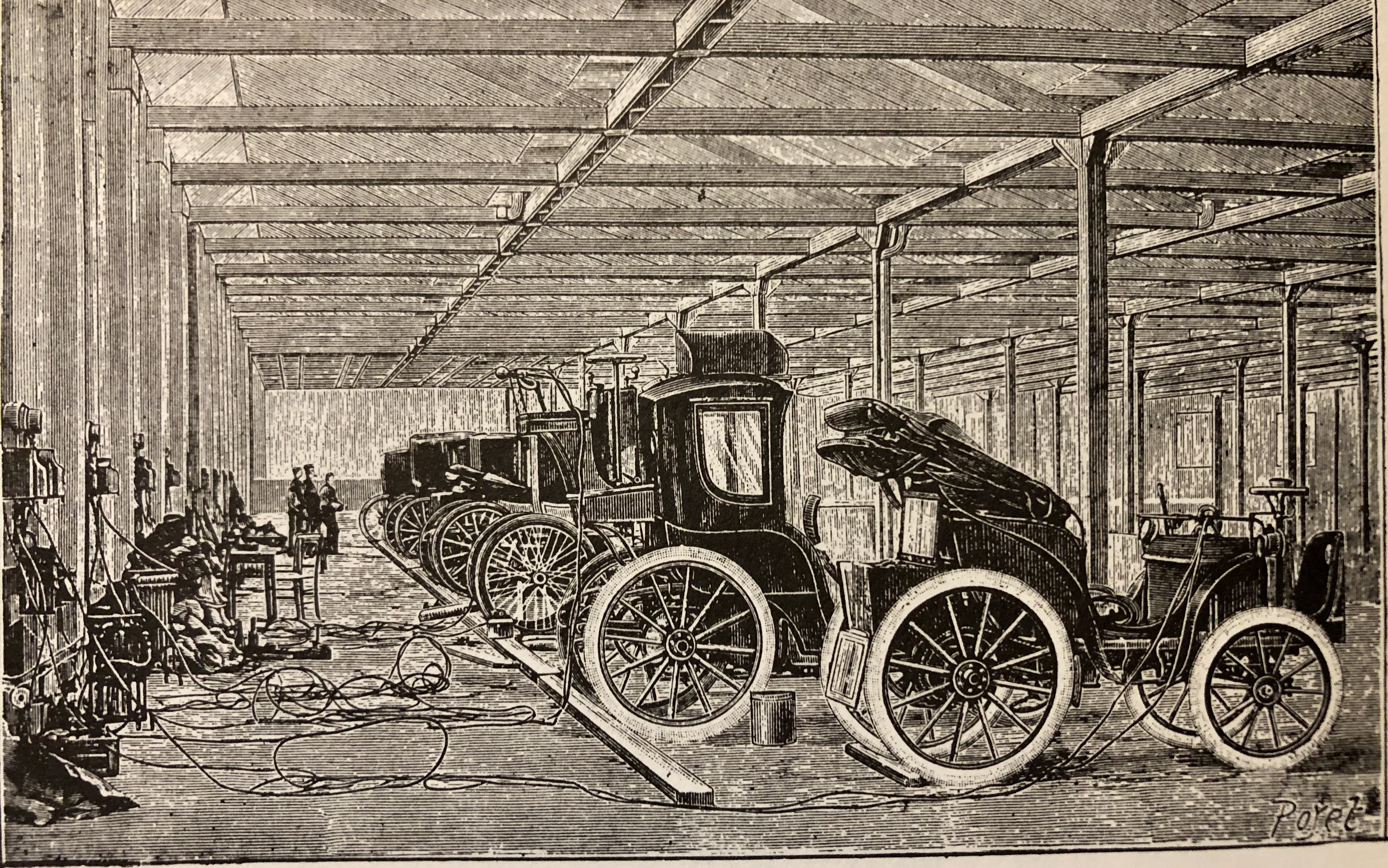
Станция зарядки электромобилей в Париже, около 1898 года

Зарядная станция (Электрозаправочная станция, ЭЗС, электрозаправка) — элемент транспортной инфраструктуры, предоставляющий электроэнергию для тяговых аккумуляторов заряжаемых автомобилей, электробусов и другого заряжаемого электротранспорта.

## Классификация ЭЗС и бытовых устройств

### ЭЗС по скорости зарядки
Электрозаправочные станции делятся на два основных типа:
- «медленная» зарядная станция, заряжающая переменным током, обычно до 7,7 кВт при однофазном токе и до 22 кВт при трёхфазном. Длительность зарядки заряжаемых автомобилей на таких станциях может составлять несколько часов. Для зарядки тяговой батареи постоянным током, переменный ток от медленной зарядной станции преобразуется выпрямителем автомобиля.
- «быстрая» зарядная станция, заряжающая постоянным током. Обычно «быстрые» зарядные станции выдают мощность от 50 кВт и выше, время зарядки батареи электромобиля как правило занимает около 1 часа. Быстрые зарядные станции имеют выпрямитель тока, т.к. сами используют переменный ток.

Бытовые (переносные) зарядные устройства подают переменный ток и делятся на два уровня:
- Устройства первого уровня можно подключать к обычной розетке — они подают ток до 3,8 кВт (16А)
- Устройство второго уровня требуют специального подключения и подают ток, как правило, до 7,7 кВт (32А)

Потери электроэнергии при зарядке устройствами второго уровня существенно ниже, чем при зарядке устройствами первого уровня. Также, в случае подогрева зимой или охлаждения летом зарядные устройства первого уровня тратят существенную часть энергии на поддержание необходимой температуры батареи.
Управление ЭЗС может осуществляться как с помощью панели управления на ЭЗС, так и с помощью мобильных приложений. Для распределения мощности во время зарядки нескольких электромобилей от одной зарядной станции используется технология динамической балансировки нагрузки, снижая скорость зарядки для одновременно заряжающихся автомобилей .
В зарядных станциях, как и в заряжаемых автомобилях, испльзуют разные типы разъёмов.

### ЭЗС по типу разъёмов
| Порт зарядки                                                           | Выходная мощность                                                          | AC/DC                                     | Схема |
| ---------------------------------------------------------------------- | -------------------------------------------------------------------------- | ----------------------------------------- | ----- |
| Тип 2 / Type 2 (IEC 62196 Type 2), используется в Европе и др. странах | до 22 кВт (при 3-фазном подключении) до 7,4 кВт (при 1-фазном подключении) | переменный ток (AC)                       |       |
| CCS, используется в Европе и др. странах                               | до 500 кВт (быстрая зарядка)                                               | постоянный ток (DC)                       |       |
| GB/T, используется в Китае и др. странах                               | AC (GB/T 20234.2) до 27,7 кВт DC до 1,2 МВт (быстрая зарядка)              | переменный ток (AC) / постоянный ток (DC) |       |
| NACS (Tesla), используется в США                                       | до 145 кВт у версии 2 до 250 кВт у версии 3 до 350 кВт у версии 4          | постоянный ток (DC)                       |       |
| ChAdeMO, используется в Японии и др. странах                           | до 50 кВт                                                                  | постоянный ток (DC)                       |       |
| MCS                                                                    | DC до 3,75 МВт (зарядка для грузовых электромобилей)                       | постоянный ток (DC)                       |       |

### Внешний вид ЭЗС

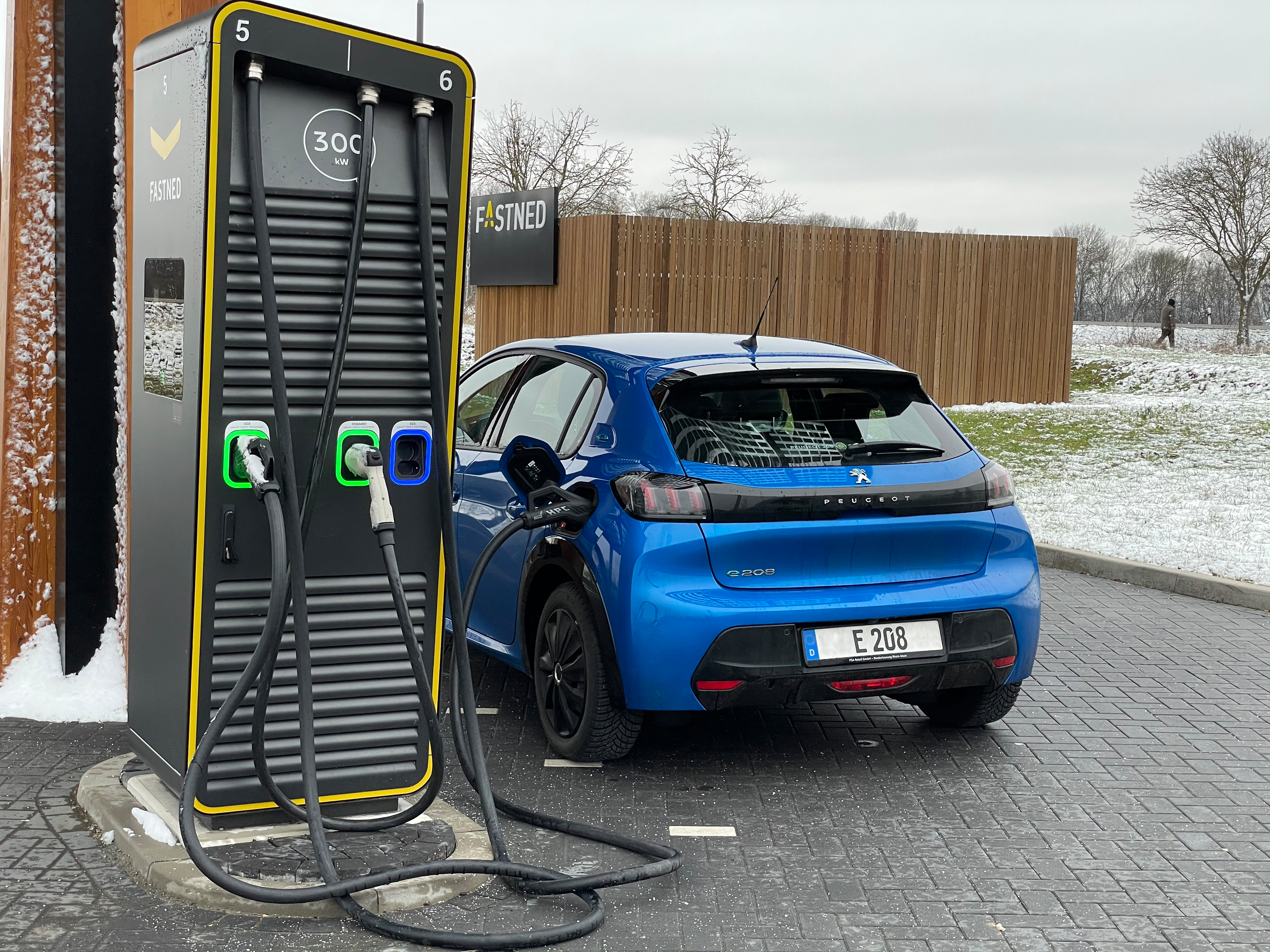
Электрозарядная станция в Германии (2021)
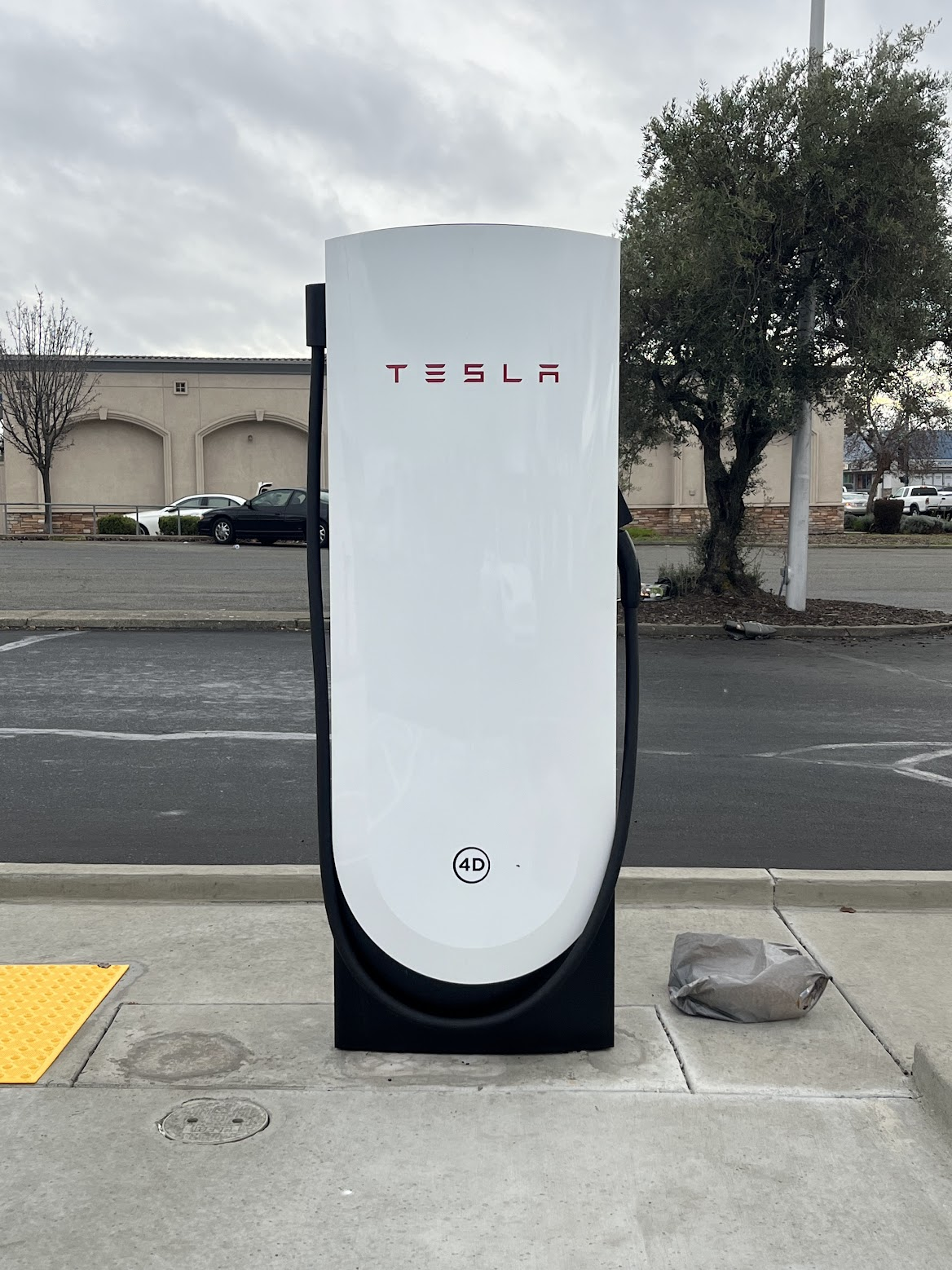
Станция зарядки Tesla Supercharger V4
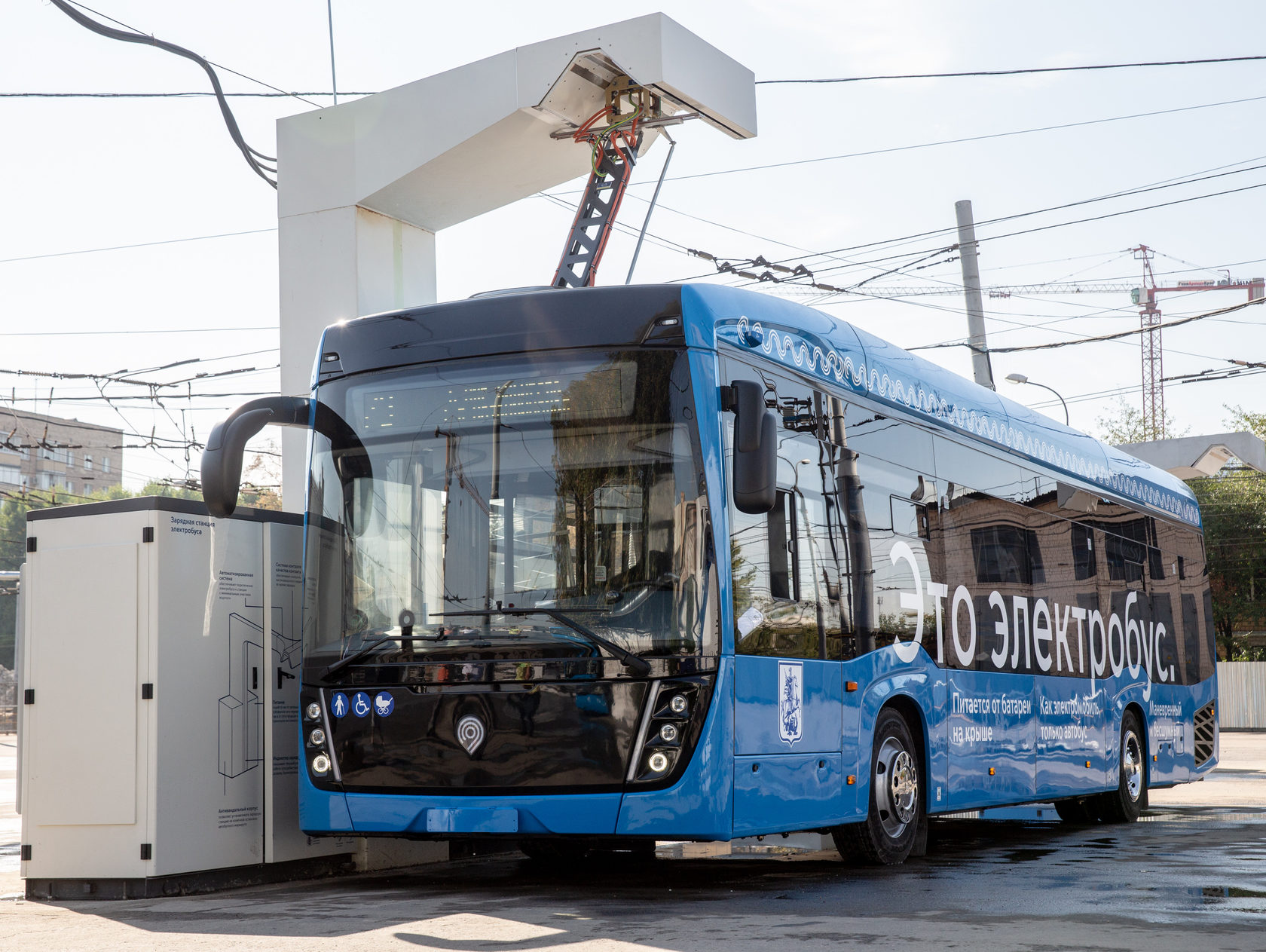
Электробус КамАЗ-6282 на зарядке в Москве (2019)
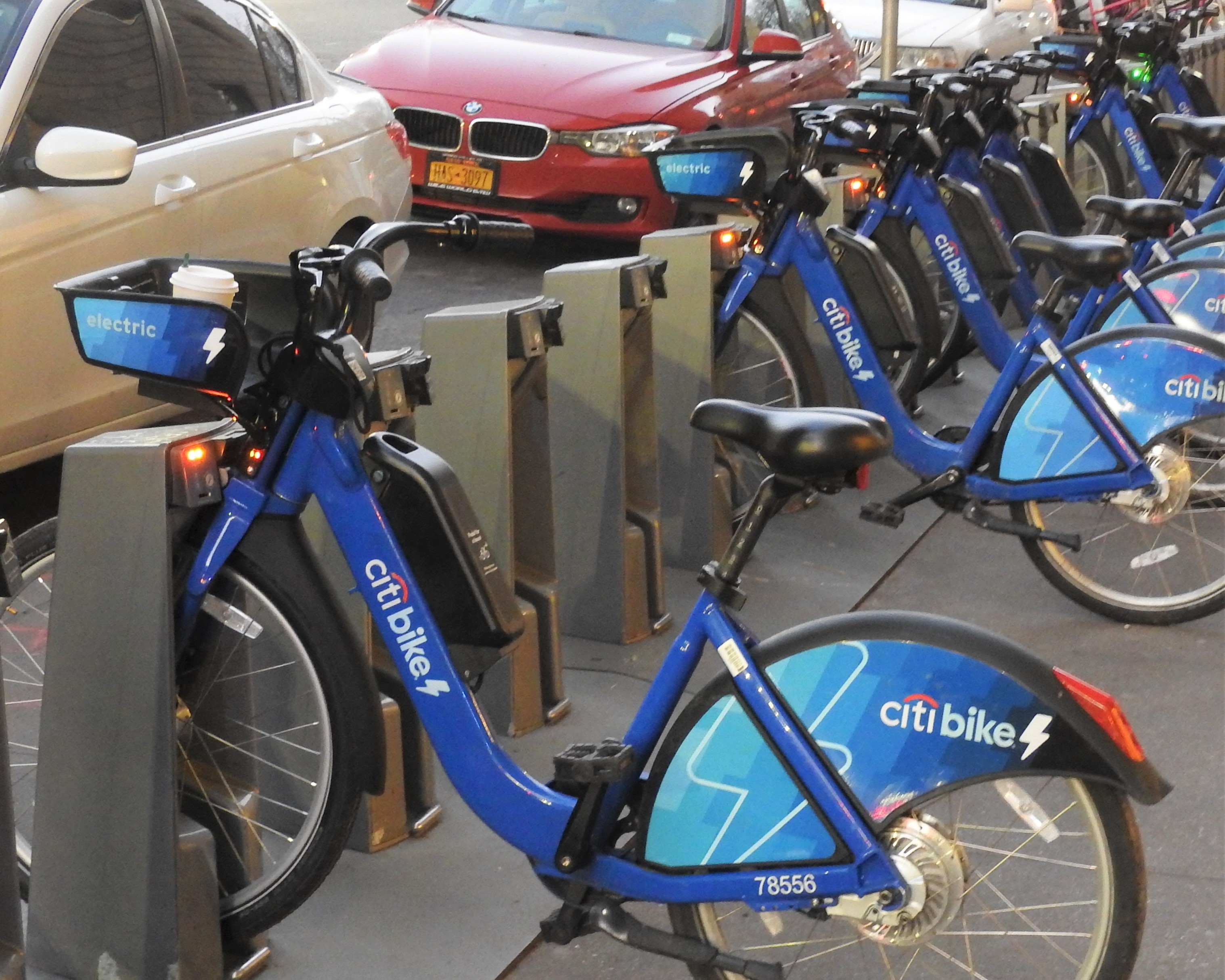
Электрозарядная станция для электровелосипедов в США (2020)
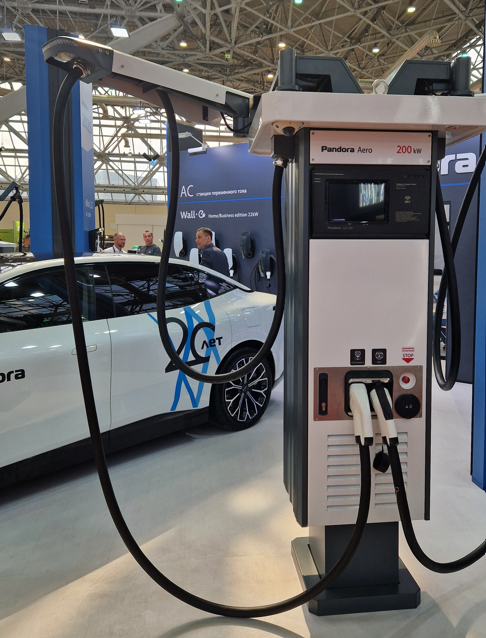
Зарядная станция Pandora с подвешенным проводом (2025)

ЭЗС иногда внешне выглядят похожими на бензоколонки (АЗС), но также могут визуально представлять из себя просто кабель или разъём для кабеля.

### Высокоскоростные зарядные станции
С каждым годом увеличивается число решений по всё более быстрому заряду электромобилей. В 2024 году Zeekr объявил о возможности заряжать свои электромобили за 10 минут на ЭЗС с 800 В архитектурой.

### Станции по зарядке постоянным током от солнечных батарей

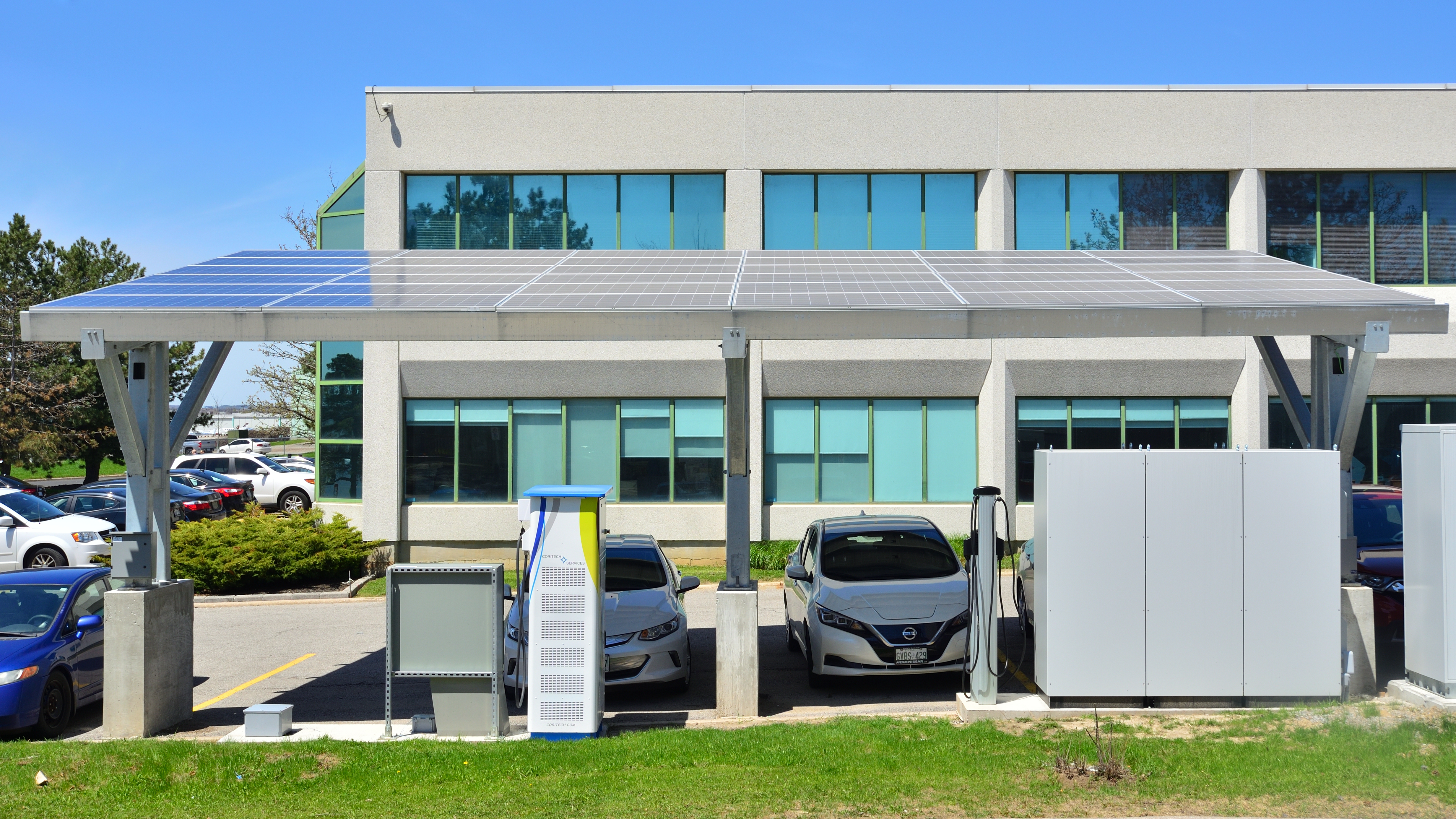
Станция зарядки электромобилей питающаяся от солнечных батарей расположенных на навесе (2019)

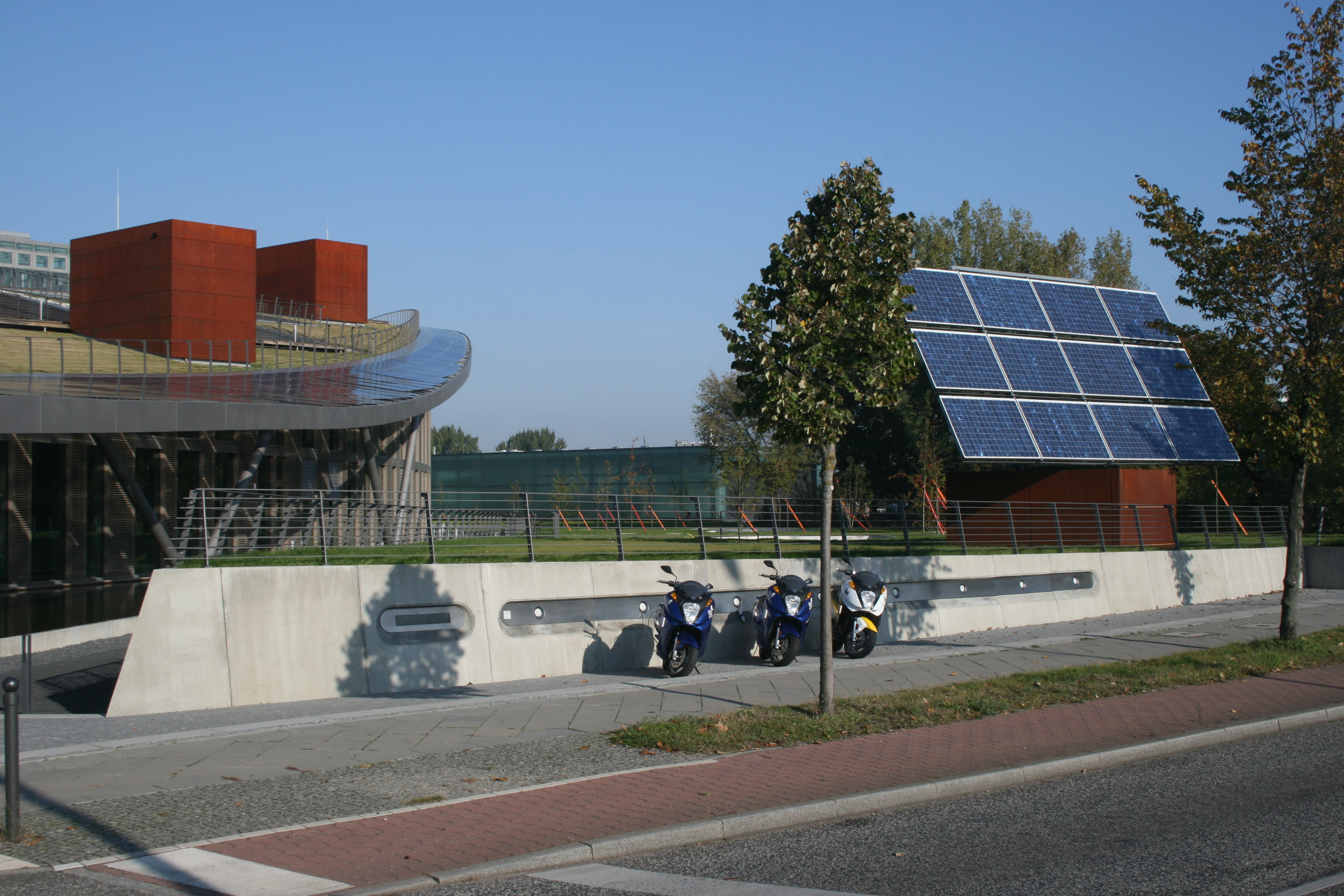
Станция зарядки электромотоциклов питающаяся от солнечных батарей (2009)

Существуют зарядные станции, которые осуществляют солнечную генерацию электроэнергии с помощью солнечных батарей и питают электромобили и внешние батареи постоянным током (DC-to-DC solar EV charger). В отличие от продаваемых систем, в ней не требуется конвертации солнечной энергии в переменный ток и обратно после солнечных батарей, что позволяет увеличить эффективность на 20-30%. 

### Станции по замене аккумуляторов

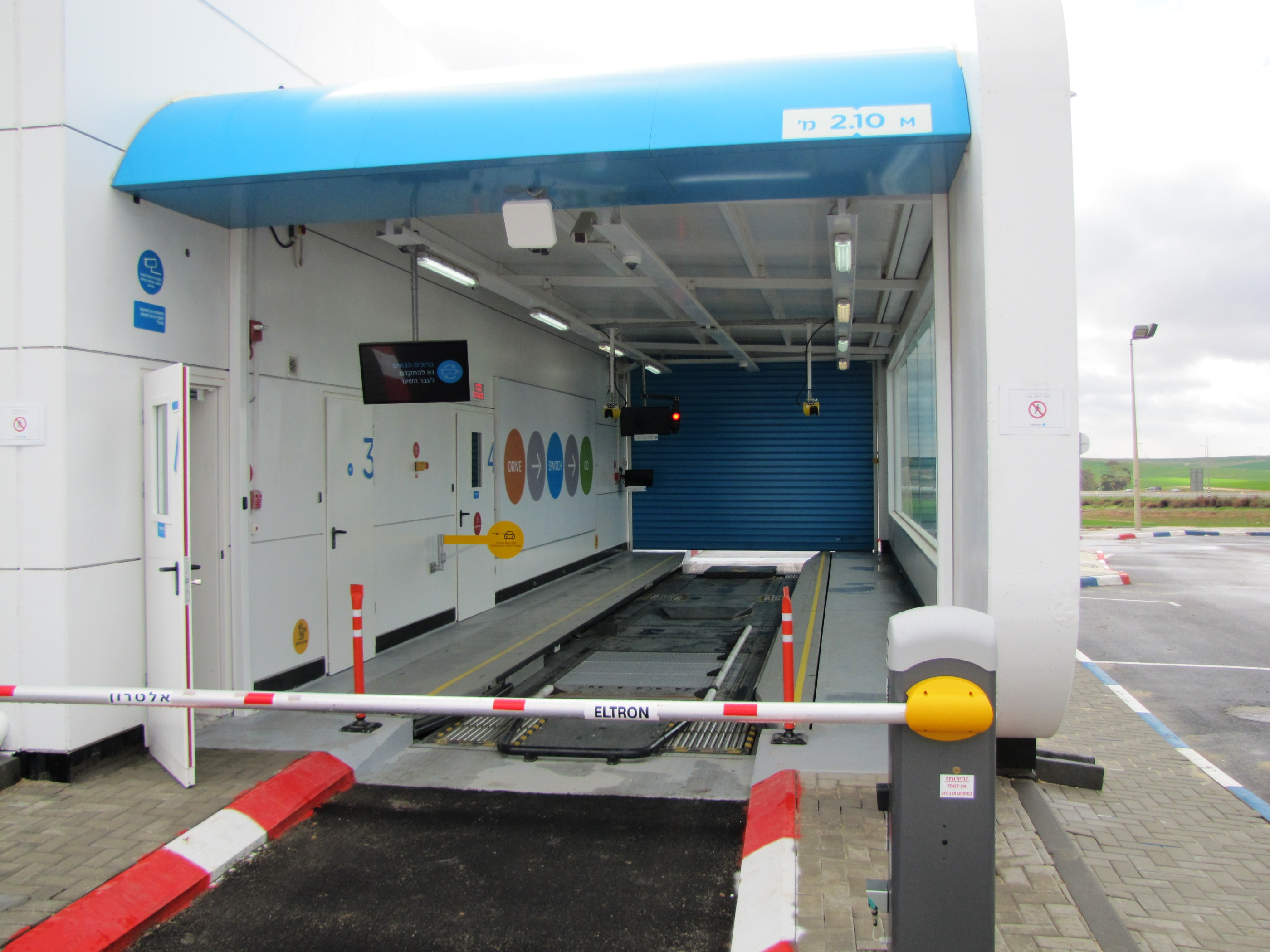
Бокс станции Better Place по замене аккумуляторов (2013)

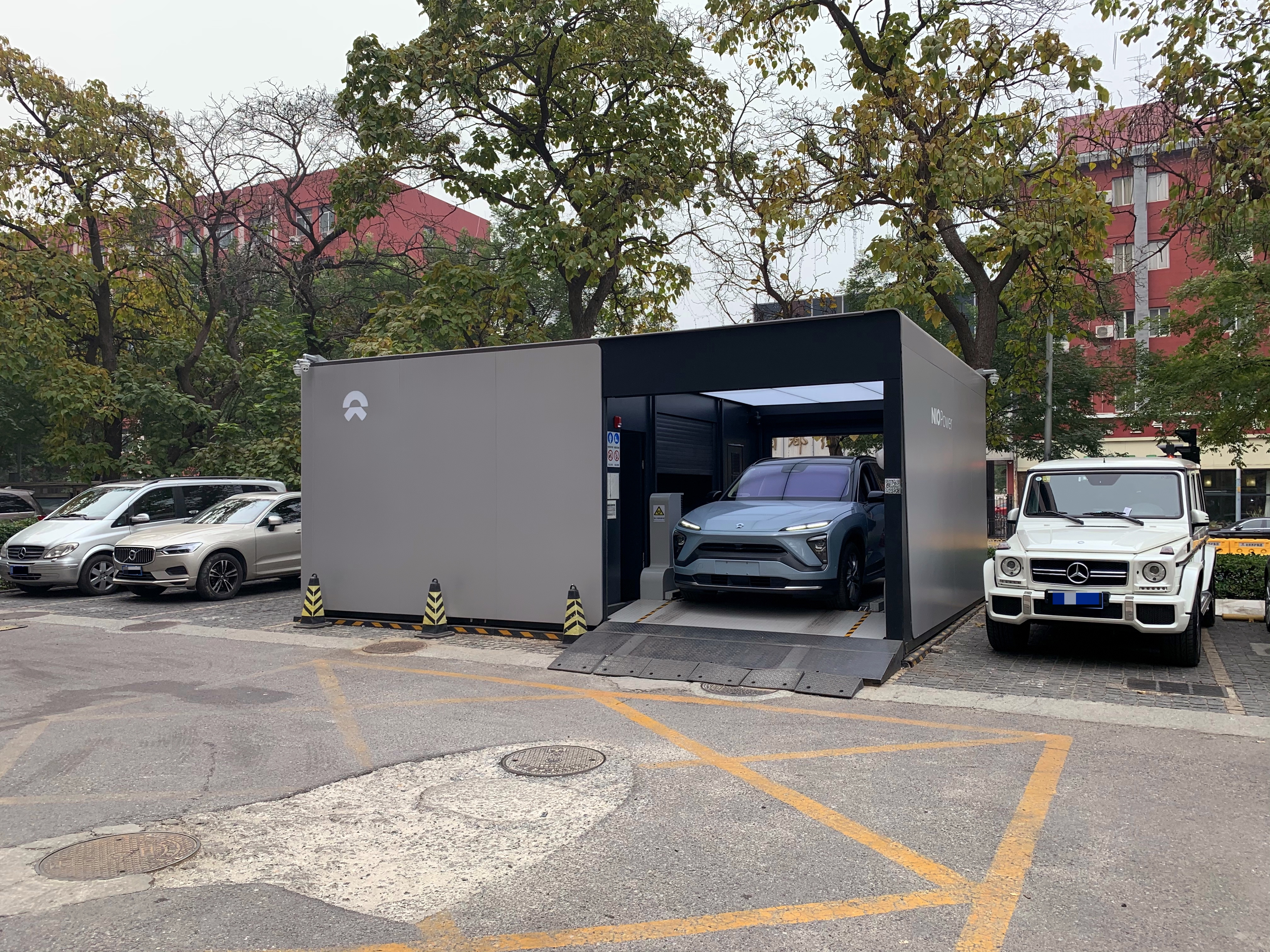
Станция замены аккумуляторов Nio в Пекине (2020)

Проекты по созданию станций по быстрой замене тяговых батарей вместо долгой зарядки на станции развивались компаниями Better Place (Израиль, между 2007 и 2013 годами), а также компанией Tesla в партнёрстве с другими компаниями. Эти проекты были закрыты.
В августе 2024 года китайская компания NIO, заявила о достижении 60 миллионов замен тяговых батарей на 2900 собственных станциях по замене батарей. Также в декабре компания объявила об открытии 59-й станции по замене батарей в Европе, в Бельгии. Кроме того, станции компании работают в Германии, Норвегии, Дании, Швеции и Голландии.
В декабре 2024 года крупнейший в мире производитель тяговых батарей компания CATL объявила о плане открыть в 2025 году 1000 станций по смене батарей, а за несколько лет — 30 тысяч станций. Для смены батарей потребуется ежемесячная подписка. Объявлено, что на первом этапе будет возможна смена батарей на десяти моделях автомобилей SAIC, GAC и других.
В апреле 2025 года было объявлено о планах CATL и Sionpec открыть 10 тыс. станций по смене тяговых батарей на базе АЗС Sinopec. Из них, 500 станций планируется открыть уже в 2025 году. Одновременно появилась информация о переговорах CATL о возможной покупке контрольного пакета бизнеса из 3240 станций по смене батарей компании NIO.
В июле 2025 года представитель компании ТВЭЛ (Росатом) сообщил о разработке станций для быстрой смены аккумуляторов в России.

### Беспроводные зарядные устройства для заряжаемых автомобилей
Тесла и другие компании разрабатывают беспроводные зарядные устройства для заряжаемых автомобилей. Согласно планам, дорога накапливает в себе солнечную энергию с помощью встроенных солнечных батарей и заряжает движущейся по ней электротранспорт посредством электромагнитной индукции.

### Комбинированные системы для зарядки общественного электротранспорта
В марте 2025 года глава компании Транспортные системы сообщил в интервью о подготовке электробуса «Генерал», который не требует закупки специальных зарядных станций и может заряжаться на уже имеющейся трамвайной или троллейбусной инфраструктуре с технологией комбинированного восполнения заряда тяговых батарей, которая сочетает в себе сразу три типа зарядки: медленного — от розетки; динамического — от токоприёмников — и быстрого или ультрабыстрого типа — через токоприёмники. Его можно заряжать от троллейбусной и трамвайной инфраструктуры, от зарядных станций сети 380 или 600 вольт.

### Зарядные станции на солнечных батареях с системой накопления энергии
В июле 2025 года компания Tesla открыла первую публичную зарядную станцию ("Oasis Supercharger"), электричество для которой поступает не от электрической сети, а от солнечных батарей и хранится в системах накопления электроэнергии. 

## Публичные зарядные станции

### Россия

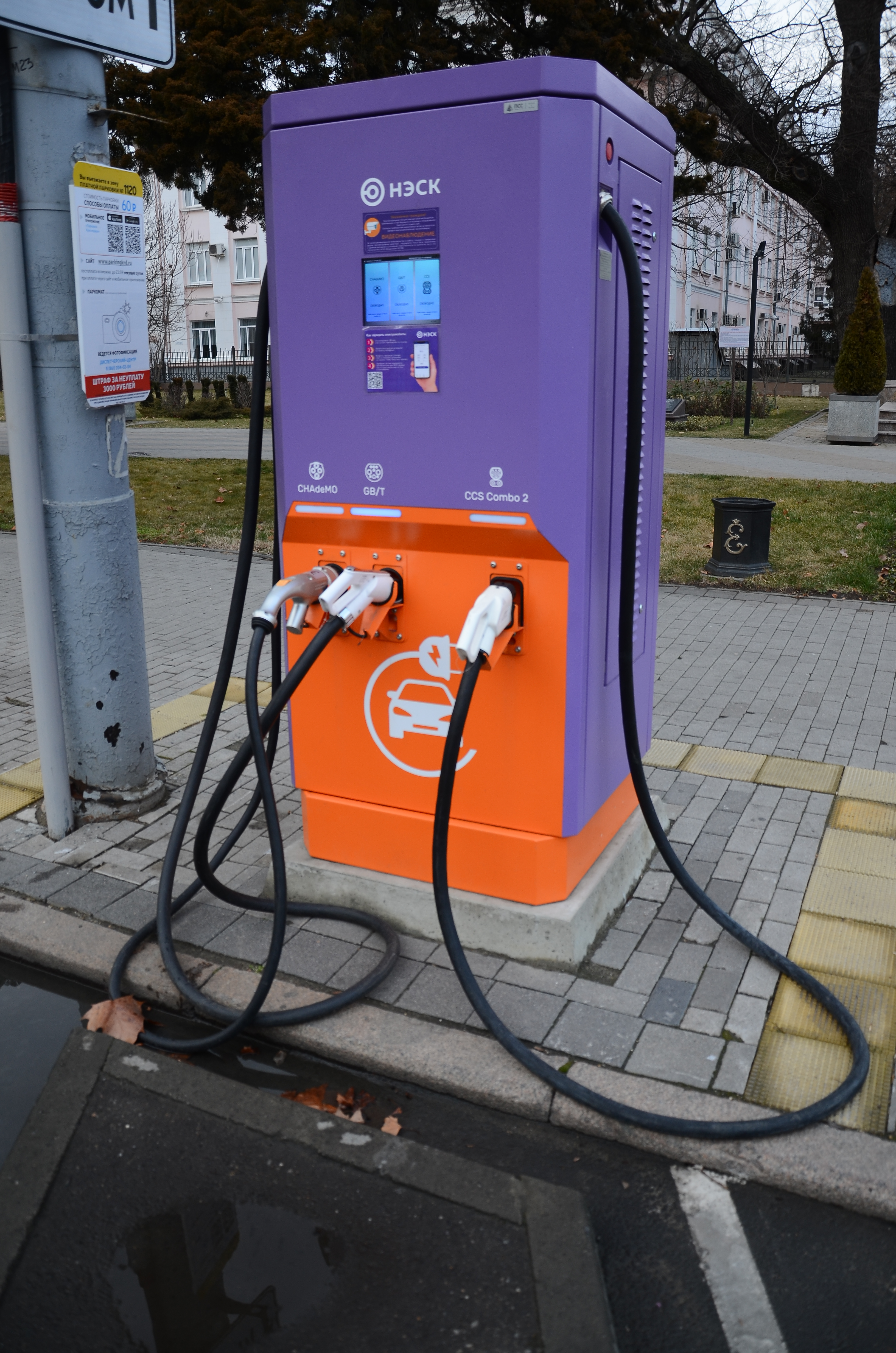
Зарядная станция в Краснодаре (2023)

По состоянию на февраль 2025 года самыми крупными сетями зарядных станций в России являлись, в порядке убывания, «Ситроникс» (также оператор станций «Россети»), IT Charge, «РусГидро», PUNKT E, TOUCH, «Энергия Москвы», Electro.Сars, «Яндекс Заправки», «ЭлектроПорт» и Electrifly. В марте 2025 года был опубликован рейтинг удовлетворённости различными сетями ЭЗС., загрузка которых редко превышала 30% времени, оставаясь в среднем на уровне ниже 10%.
Приложение 2Chargers является одним из наиболее полных источников получения информации о расположении и статусе работы зарядных станций. Также информация об ЭЗС может быть найдена в сервисах Яндекс.Карты, Charby, 2ГИС и пр., но в данных сервисах нет информации о зарядках через обычные розетки, о текущем статусе ЭЗС и мало отзывов пользователей.
Число публичных зарядных станций в России увеличилось в 6 раз с 2022 по февраль 2025 года и достигло 8185. Из них 3805 относились к «быстрым», а остальные — «медленные». У учётом того, что парк электромобилей (без учёта заряжаемых гибридов) достиг 60 тысяч на начало 2025 года, в среднем на одну станцию в России приходилось около 7 электромобилей.
Согласно результатам опроса, опубликованного в августе 2024 года, главной проблемой, свзяанной с зарядными станциями, указывалось их малое количество, особенно на трассах между городами.
В 2024 году компании Россети и Яндекс объявили о планах сотрудничества по установке ЭЗС на трансформаторных станциях, расположенных во дворах домов в городах.

#### Зарядные станции в Москве
В Москве согласно проекту «Энергия Москвы» с начала 2020-х годов началась установка зарядных станций для электромобилей за счёт Правительства Москвы и компании Мосэнерго.  До конца 2024 года использование этих зарядных станций было бесплатным. С конца 2024 года часть ЭЗС Энергии Москвы стали платными, а с июля 2025 года не осталось бесплатных ЭЗС Энергии Москвы.
В феврале 2025 года было объявлено, что ЭЗС, принадлежащие Мосэнерго переходят в систему Энергия Москвы и их использование также станет платным в рамках пилотного проекта. Также в феврале 2025 года сайт Правительства Москвы написал "В Москве принято решение о проведении электронных конкурсов на заключение офсетных контрактов на поставку быстрых электрических зарядных станций (ЭЗС) постоянного тока мощностью 150 киловатт и их последующее обслуживание." и что "Инвесторы за три года построят или модернизируют предприятие, а затем 10 лет будут обслуживать зарядные станции. Мы же гарантируем закупку порядка 3,6 тысячи ЭЗС".. В конце февраля 2025 года было объявлено об открытии превого зарядного хаба для электромобилей.

#### Зарядные станции на автодороге М-11 Нева
На трассе М-11 расположено небольшое количество зарядных станций компании Россети, 4 зарядные станции компании Punkt E и ЭЗС при гостинице 3А Валдай. По состоянию на февраль 2025 года заряжаться на зарядных станциях Россетей можно только через приложение Sitronics Electro.
В августе 2025 года было объявлено о планах открыть в начале 2026 года электрозарядные хабы Русгидро на 150-210 кВт, для быстрой зарядки на 63-м и 75-м километрах М-11 в Солнечногорском районе Московской области.

#### Нормативная документация
В России с 2010х годов разрабатываются и обновляются правила размещения и эксплуатации станций публичного доступа для зарядки электромобилей.
Согласно приказу Министерства промышленности и торговли Российской Федерации от 29 апреля 2022 года за № 1776 каждая публичная зарядная станция должна была иметь минимум три коннектора, один из которых должен быть — коннектор стандарта GB/T, а также коннектор стандарта CCS2 или CHAdeMO. Изменения в данный приказ, внесённые в апреле 2024 года установили новые требования к трём коннектором. Один должен быть CCS2, второй GB/T, а третий на выбор: CCS2, GB/T или CHAdeMO.
В июле 2025 Правительство России установило требование, чтобы на зарядных станциях, устанавливаемых на АЗС c 2026 года, было установлено оборудование для обеспечения  "постоянного тока, максимальная выходная мощность которых составляет не менее 44 кВт".
В августе 2025 года Правительство России веделило средства на "поддержку в установке порядка 1,9 тыс. электрических зарядных станций постоянного тока мощностью не менее 149 кВт, которые произведены в России" в течение 2025-2027 гг., при этом "размер субсидии позволит компенсировать 60% стоимости оборудования ЭЗС и 60% платы за технологическое присоединение к электрическим сетям.".

### Белоруссия

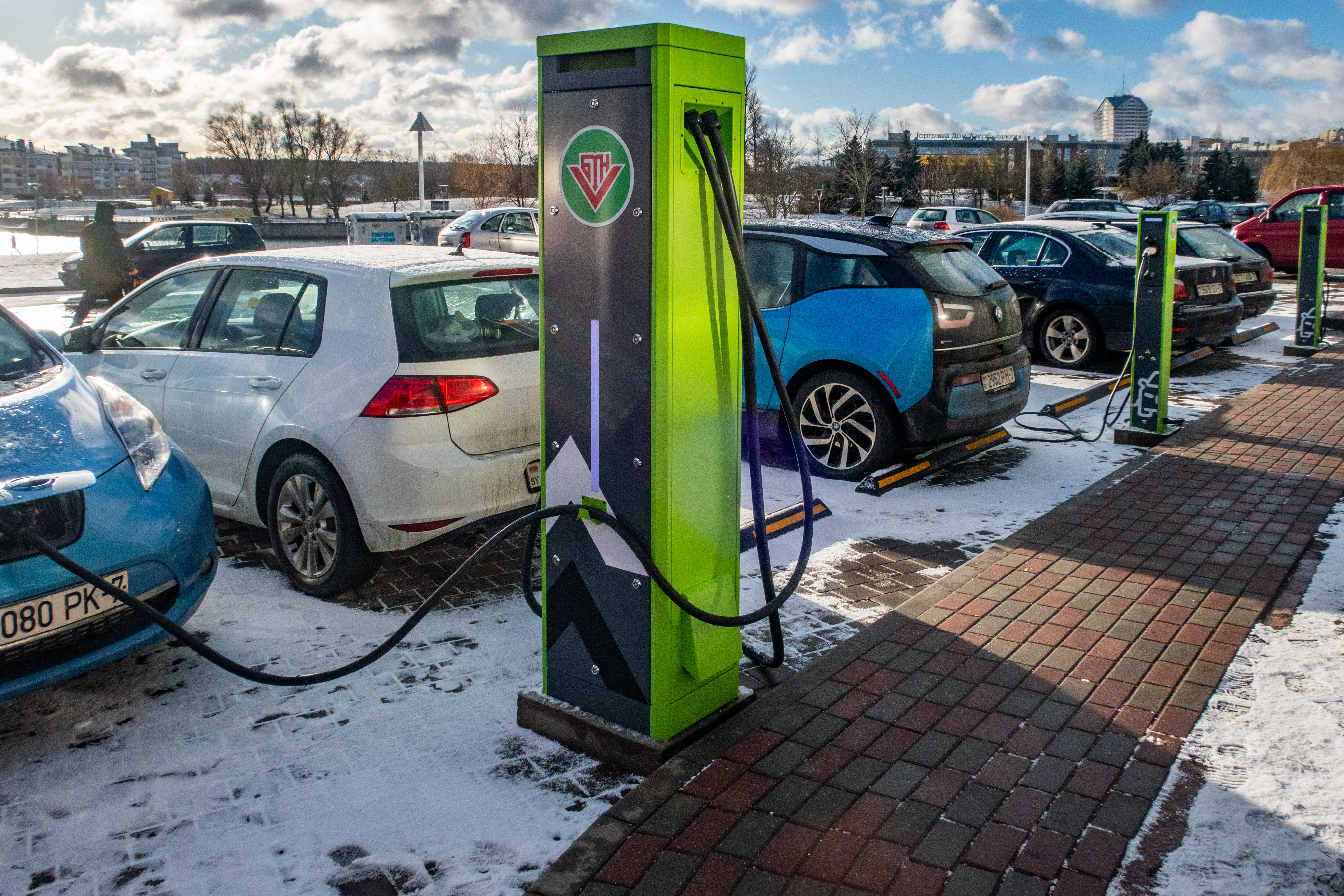
Зарядная станция в Минске (2020)

Первая зарядная станция появилась в Минске в 2013 году, а первая станция быстрой зарядки уже в 2014 году.
В 2017 году первую зарядную станцию установили в Витебске.
На начало 2024 года в Белоруссии функционировало 1020 электрозарядных станций, из которых 690 принадлежали «Белоруснефти». Другие компании, такие как «Белтелеком» и «Витязь», также развивали свои сети.

### Казахстан
Первая зарядная станция появилась в Алма-Ате в 2016 году, а в 2017 году первая в Астане.
Правительство РК в июле 2023 году утвердило дорожную карту по созданию инфраструктуры для электромобилей во всех крупных городах республики к 2029 году. Она включает в себя нормативные и технические требования, производство оборудования для зарядки электромобилей в Казахстане, а также определение потребности в зарядных станциях и местах их установки; внедрение стимулирующих мер и механизмов для развития использования электромобилей.

### Украина

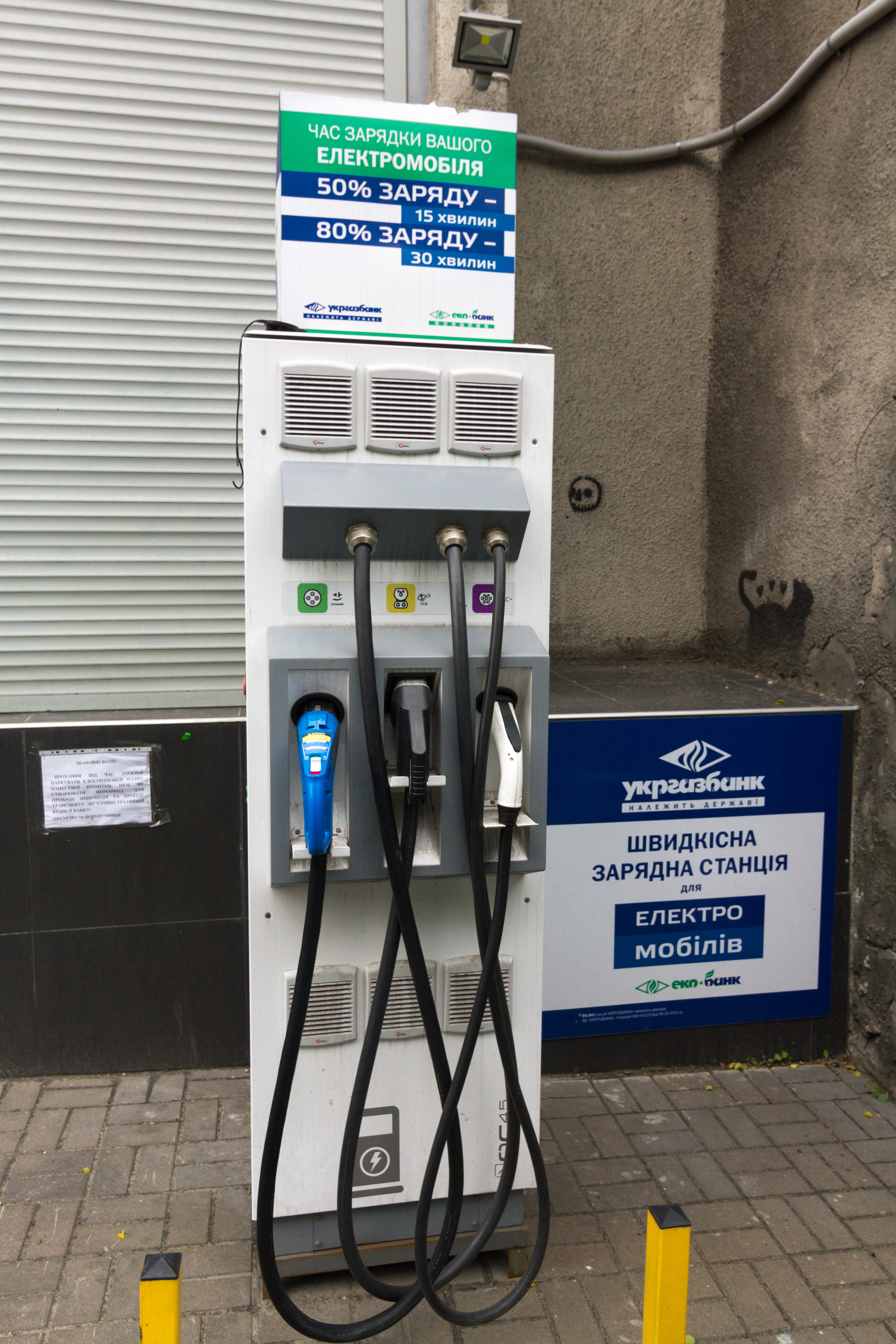
Зарядная станция в Киеве (2017)

По состоянию на конец 2016 года в стране было около 150 зарядных станций, при этом общее количество электромобилей на конец 2016 года составляет 1709 единиц и 884 единиц гибридных автомобилей. На конец 2020 года на Украине было около 23 тысяч электромобилей. Половину из них составляют подержанные Nissan Leaf. Количество электромобилей и зарядных станций продолжает увеличиваться.

### Великобритания
По состоянию на 1 июля 2024 года в Великобритании насчитывалось 64 632 общественных зарядных станций для электромобилей. Из них 12 474 были мощностью 50 кВт и выше.

### Германия

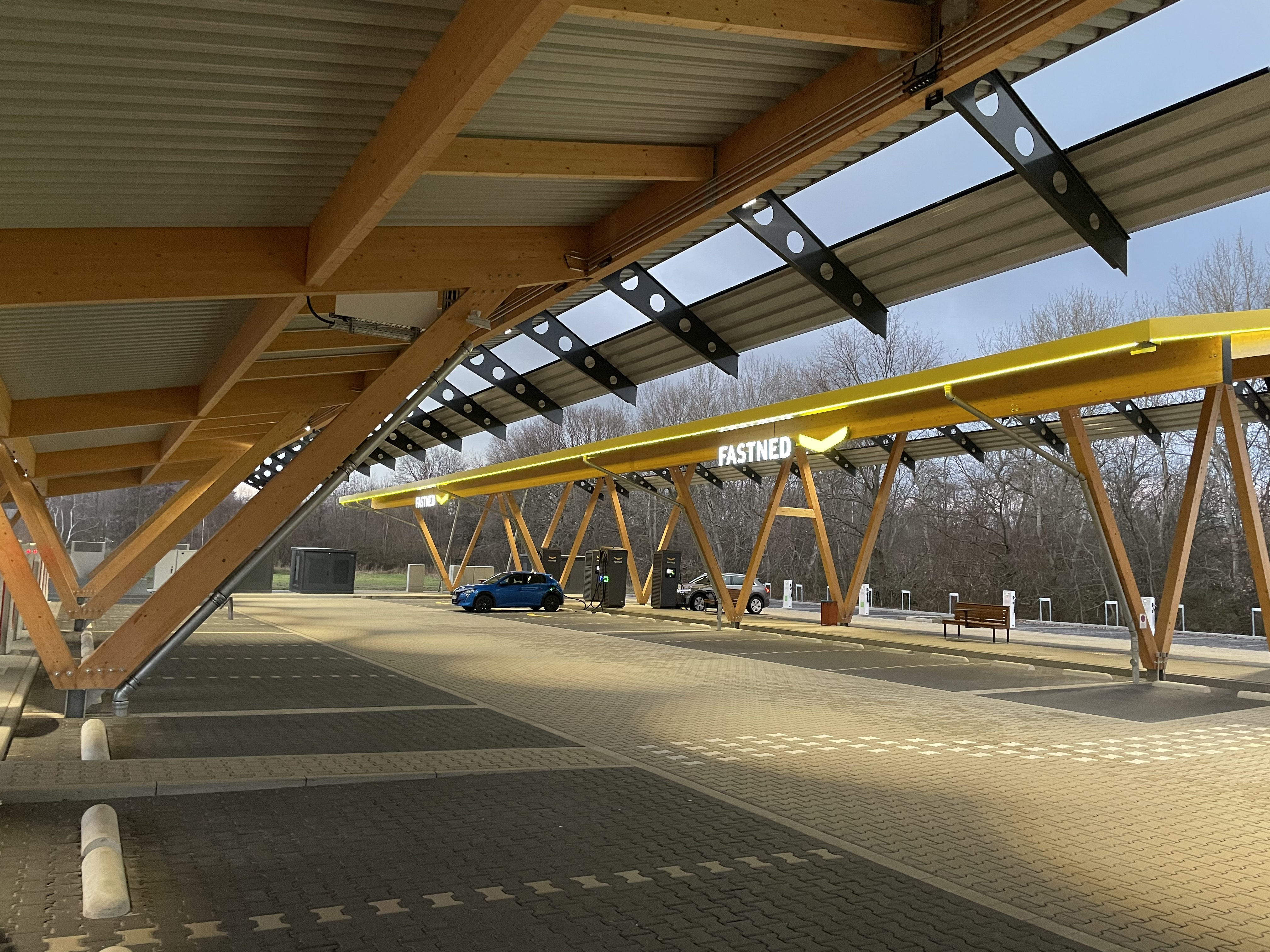
Станция быстрой зарядки электромобилей в Хильдене (2020)

На 1 сентября 2024 года — 114 794 стандартных точек зарядки и 31 063 — быстрых.
| Год                                     | 2017 | 2018 | 2019 | 2020 | 2021 | 2022 | 2023 | 2024 |
| --------------------------------------- | ---- | ---- | ---- | ---- | ---- | ---- | ---- | ---- |
| Мощность в ГВт                          | 0,1  | 0,2  | 0,5  | 0,8  | 1,2  | 1,8  | 2,7  | 4,6  |
| Увеличение по сравнению с прошлым годом | -    | 77 % | 93 % | 78 % | 48 % | 44 % | 53 % | 68 % |

### Китай

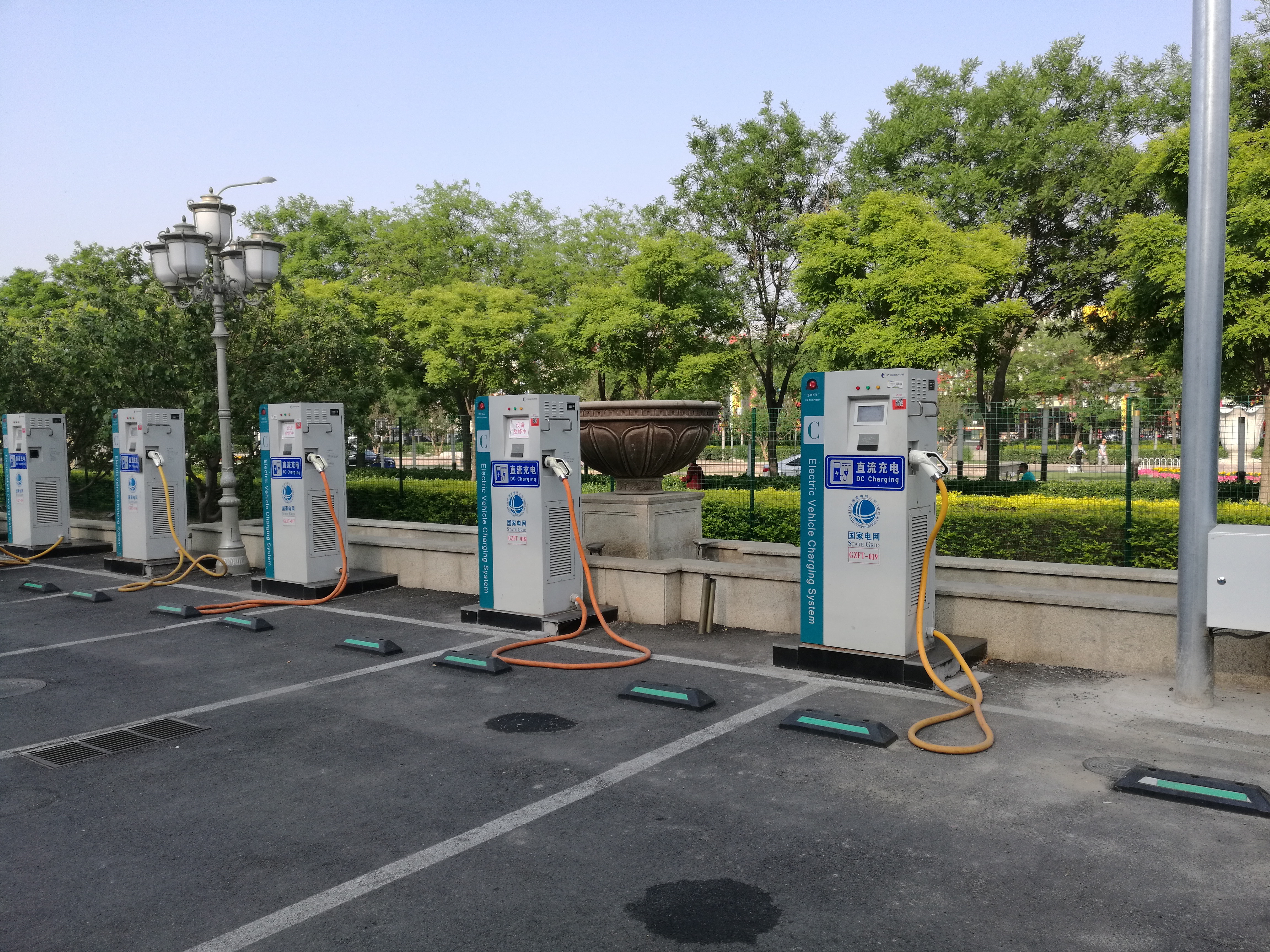
Электрозарядная станция для электромобилей в Пекине (2016)

В Китае количество зарядных станций в 2017 году превышало 161 000.
По состоянию на конец 2022 года в стране насчитывалось 5,21 миллиона зарядных колонок для электромобилей, из которых 2,59 миллиона были построены в 2022 году.
В Китае в качестве штекера для зарядки переменным током используется стандарт — GB/T 20234.2, а постоянным током — GB/T 20234.3.

### США

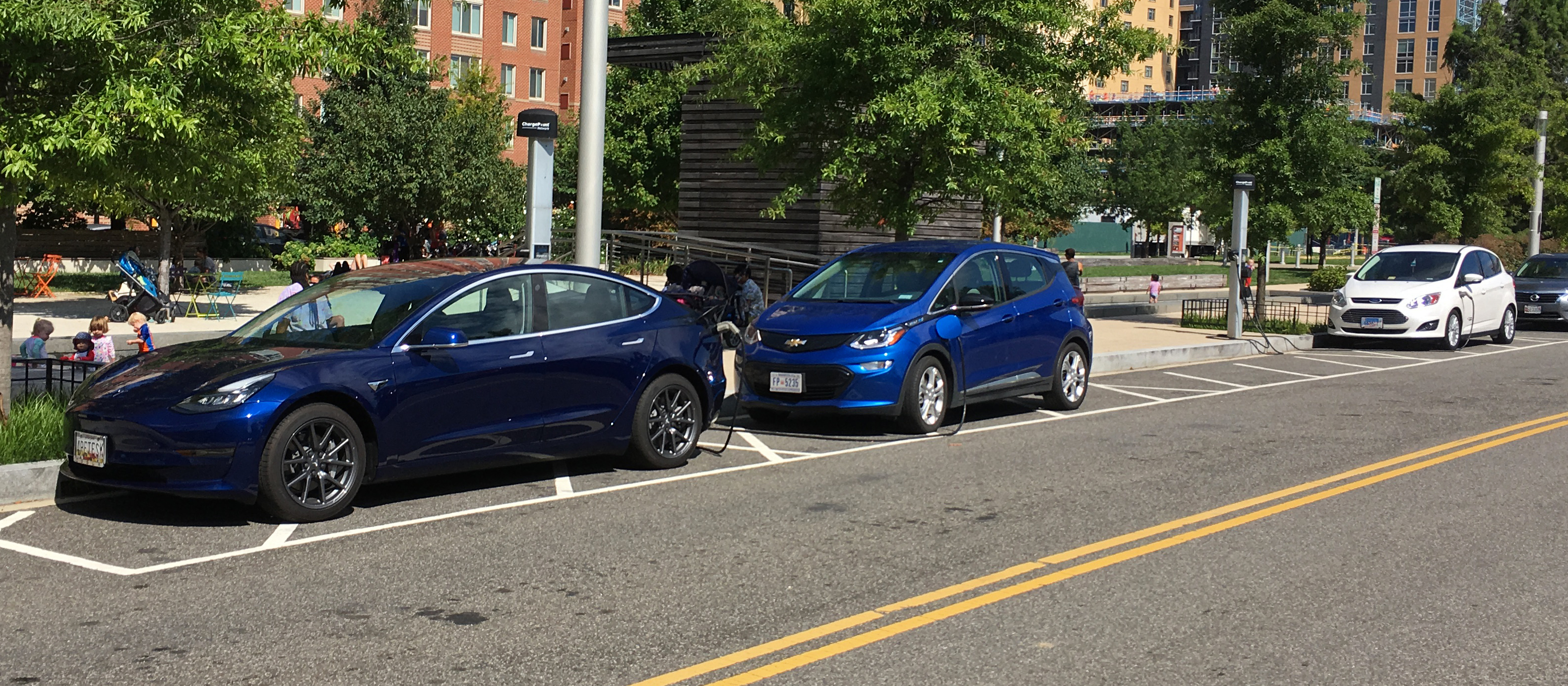
Зарядка электромобилей в Вашингтоне (2018)

По состоянию на август 2024 года в США насчитывалось более 192 000 общественных зарядных станций.
В США наиболее распространённым разъёмом для зарядки электромобилей является NACS (англ. North American Charging Standard), также известный как SAE J1772. Этот разъём был разработан Tesla и используется многими производителями электромобилей в Северной Америке.
В феврале 2025 года компания Tesla объявила о планах по открытию крупной публичной зарядной станции в штате Калифорния для одновременной зарядки грузовых электромобилей.
В феврале 2025 года администрация Президента Трампа объявила о прекращении работы сети из 8 тысяч ЭЗС, принадлежащих федеральному правительству США с целью экономии государственных средств и повышению эффективности государственного управления.

### Франция

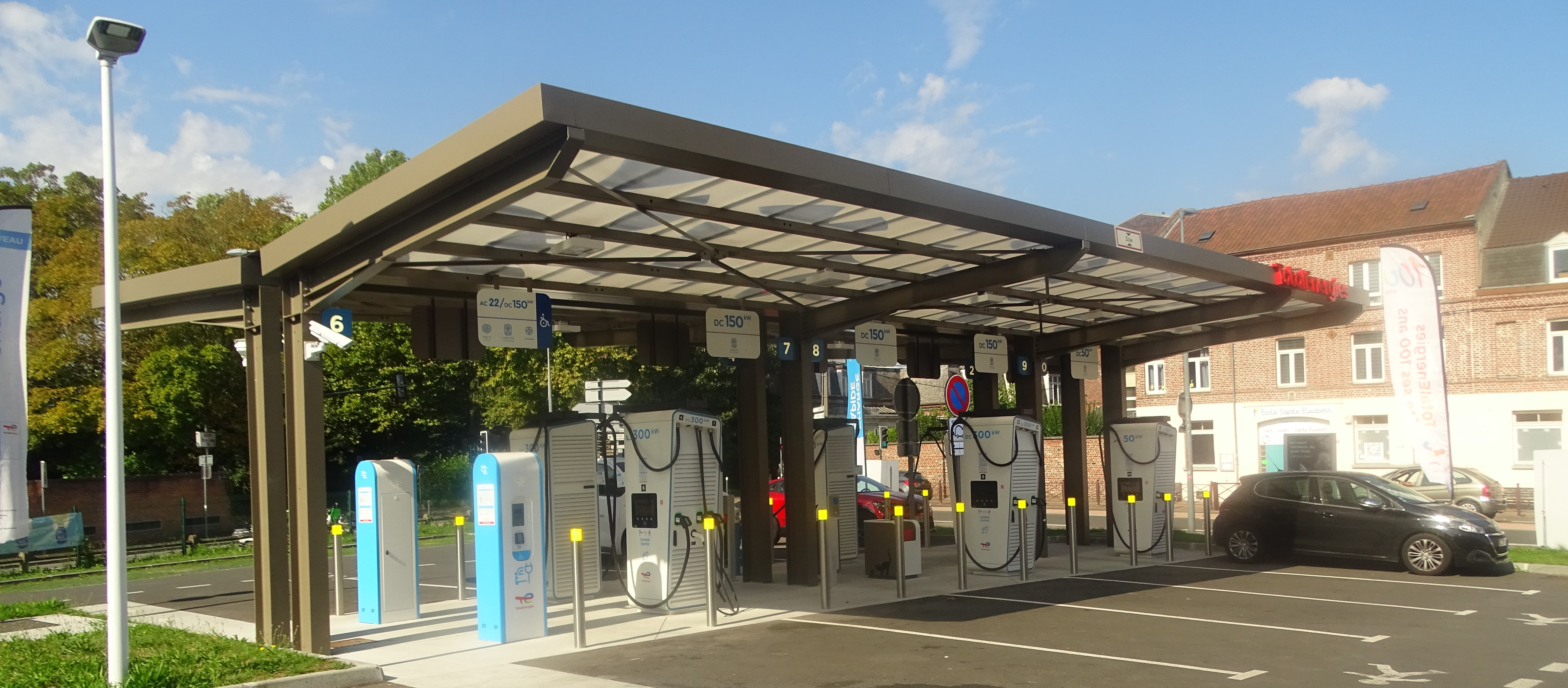
Зарядная станция в Лилле (2024)

По состоянию на 31 декабря 2022 года во Франции было 82 107 общественных станций зарядки, что на 53 % больше, чем в прошлом году.
На 30 июня 2024 года во Франции было открыто 138 887 пунктов зарядки, что составляло 206 пунктов на 100 000 жителей.
|      |               | DC (постоянный ток) | DC (постоянный ток)   | DC (постоянный ток)  | DC (постоянный ток) |          | AC (переменный ток)  | AC (переменный ток) | AC (переменный ток) |
| Год  | Точки зарядки | ⩾ 350 кВт           | от 150 кВт до 350 кВт | от 50 кВт до 150 кВт | < 50 кВт            | > 22 кВт | от 7,4 кВт до 22 кВт | < 7,4 кВт           |                     |
| ---- | ------------- | ------------------- | --------------------- | -------------------- | ------------------- | -------- | -------------------- | ------------------- | ------------------- |
| 2012 | 1800          |                     |                       |                      |                     |          |                      |                     |                     |
| 2013 | 5300          |                     |                       |                      |                     |          |                      |                     |                     |
| 2014 | 8600          |                     |                       |                      |                     |          |                      |                     |                     |
| 2015 | 10 161        |                     |                       |                      |                     |          |                      |                     |                     |
| 2016 | 14 799        |                     |                       |                      |                     |          |                      |                     |                     |
| 2017 | 20 048        |                     |                       |                      |                     |          |                      |                     |                     |
| 2018 | 24 808        |                     |                       |                      |                     |          |                      |                     |                     |
| 2019 | 28 537        |                     |                       |                      |                     |          |                      |                     |                     |
| 2020 | 32 736        |                     |                       |                      |                     |          |                      |                     |                     |
| 2021 | 53 667        | 1 %                 | 0 %                   | 4 %                  | 2 %                 | 2 %      | 55 %                 | 36 %                |                     |
| 2022 | 82 107        | 1 %                 | 3 %                   | 4 %                  | 2 %                 | 2 %      | 53 %                 | 35 %                |                     |
| 2023 | 118 009       | 4 %                 | 4 %                   | 6 %                  | 2 %                 | 1 %      | 50 %                 | 33 %                |                     |
| 2024 | 154 694       | 5 %                 | 5 %                   | 6 %                  | 2 %                 | 1 %      | 47 %                 | 32 %                |                     |

### Южная Корея

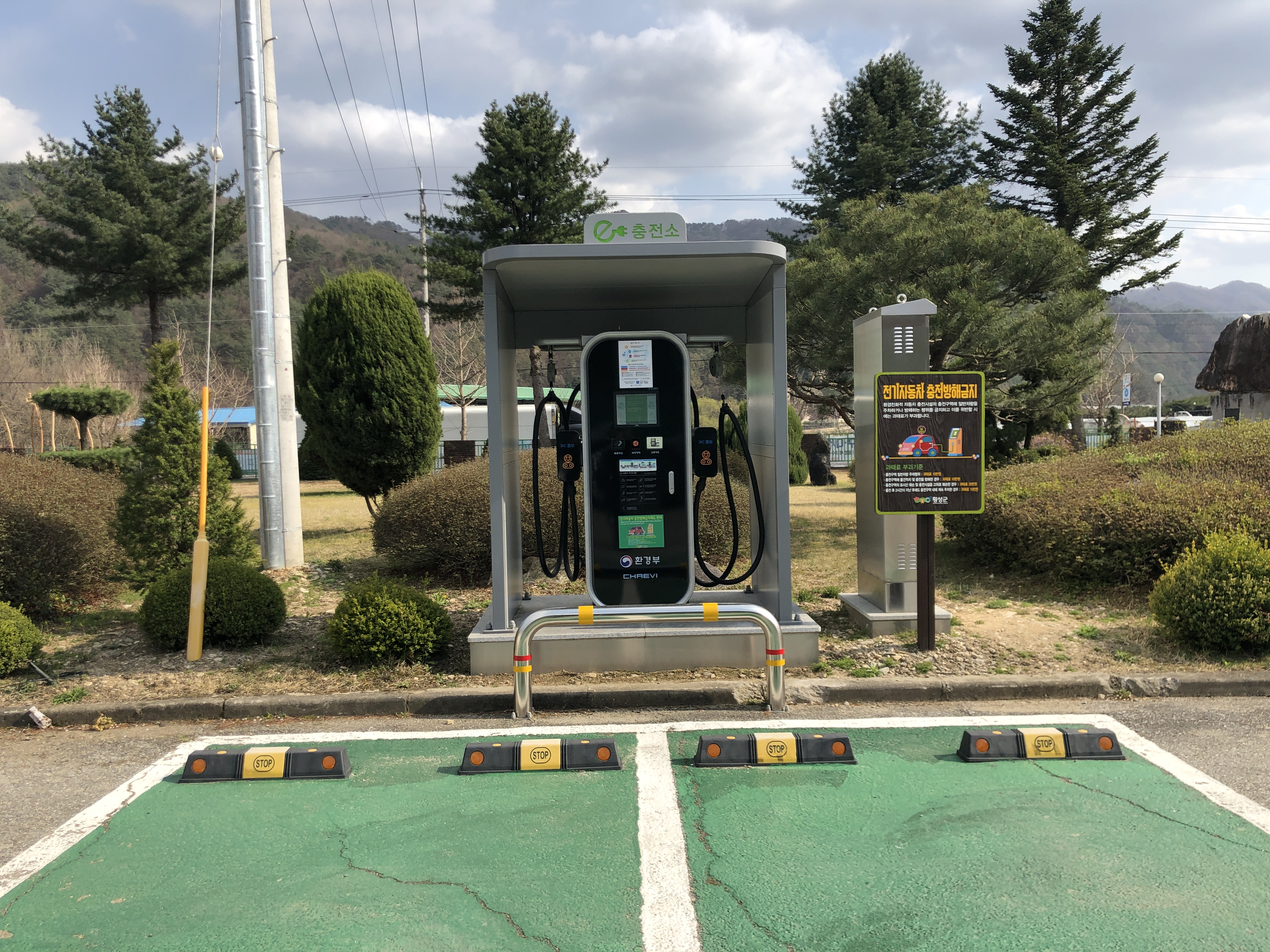
Пункт зарядки электромобилей в Хвенсоне (2020)

В конце 2011 года в Южной Корее работали 500 пунктов быстрой и стандартной зарядки электромобилей.
По состоянию на июнь 2023 года в Южной Корее было 240 695 зарядных станций для электромобилей, из которых 10,6% — быстрых.
На июль 2024 года в Республике Корея было установлено 373 961 зарядная станция для электромобилей. Это первый случай, когда министерство полностью оценило общее количество подземных зарядных станций.

### Мировая статистика за 2010—2024 годы
| Страна                                           | 2010 | 2015 | 2016 | 2017 | 2018 | 2019 | 2020 | 2021 | 2022 | 2023 | 2024 | % 2024 |
| ------------------------------------------------ | ---- | ---- | ---- | ---- | ---- | ---- | ---- | ---- | ---- | ---- | ---- | ------ |
| Китай                                            | –    | 47   | 86   | 130  | 160  | 300  | 500  | 680  | 1000 | 1500 | 1900 | 56 %   |
| Республика Корея                                 | 0,3  | 1    | 1    | 10   | 22   | 37   | 54   | 92   | 180  | 270  | 370  | 10,9 % |
| Нидерланды                                       | 0,4  | 18   | 32   | 33   | 36   | 46   | 63   | 81   | 120  | 140  | 180  | 5,3 %  |
| США                                              | 0,48 | 28   | 35   | 40   | 50   | 64   | 81   | 91   | 100  | 120  | 140  | 4,1 %  |
| Франция                                          | –    | 9,9  | 19   | 20   | 23   | 28   | 31   | 50   | 74   | 99   | 120  | 3,5 %  |
| Германия                                         | –    | 4,6  | 5,8  | 9,4  | 17   | 26   | 37   | 50   | 71   | 87   | 120  | 3,5 %  |
| Бельгия                                          | –    | 1,3  | 1,5  | 1,5  | 2,7  | 6,1  | 8    | 12   | 23   | 42   | 72   | 2,1 %  |
| Великобритания                                   | –    | 8,2  | 11   | 13   | 15   | 14   | 18   | 29   | 44   | 60   | 71   | 2,1 %  |
| Италия                                           | –    | 1,7  | 2,3  | 2,4  | 2,9  | 8,3  | 12   | 20   | 31   | 40   | 49   | 1,4 %  |
| Индия                                            | –    | –    | –    | –    | 0,3  | 0,3  | 0,3  | 0,9  | 6,8  | 23   | 47   | 1,4 %  |
| Швеция                                           | –    | 1,1  | 1,7  | 3,4  | 5,5  | 7,8  | 9,8  | 12   | 15   | 30   | 38   | 1,1 %  |
| Испания                                          | –    | 1,4  | 3,3  | 4,3  | 4,4  | 4,5  | 6    | 5,6  | 10   | 19   | 28   | 0,8 %  |
| Дания                                            | –    | 2,1  | 4,2  | 4,2  | 4,3  | 4,5  | н.д. | н.д. | 10   | 14   | 27   | 0,8 %  |
| Канада                                           | –    | 3,4  | 3,9  | 5,2  | 7,1  | 8    | 11   | 12   | 17   | 22   | 26   | 0,8 %  |
| Япония                                           | –    | 16   | 17   | 22   | 22   | 23   | 22   | 21   | 21   | 22   | 24   | 0,7 %  |
| Австрия                                          | –    | –    | –    | –    | –    | 3,7  | 7,1  | 8,9  | 13   | 15   | 21   | 0,6 %  |
| Норвегия                                         | 2,8  | 5,2  | 7    | 8,3  | 9,3  | 10   | 12   | 13   | 15   | 16   | 18   | 0,5 %  |
| Швейцария                                        | –    | 3,4  | 3,5  | 3,5  | 4,4  | 5,4  | 6,7  | 8,2  | 10   | 13   | 15   | 0,4 %  |
| Бразилия                                         | –    | –    | –    | –    | 0,03 | 0,2  | 0,4  | 0,8  | 3    | 4,3  | 12   | 0,4 %  |
| Финляндия                                        | –    | 0,7  | 0,7  | 0,7  | 2    | 3,1  | 3,9  | 5,8  | 7,7  | 9,3  | 12   | 0,4 %  |
| Португалия                                       | –    | 1,2  | 1,3  | 1,5  | 1,6  | 1,6  | 2,2  | 2,8  | 4    | 5,6  | 9,3  | 0,3 %  |
| Израиль                                          | –    | –    | –    | –    | –    | –    | –    | –    | 2,5  | 4,2  | 6,5  | 0,2 %  |
| Польша                                           | –    | 0,29 | 0,29 | 0,41 | 0,49 | 0,53 | 1    | 2,3  | 4    | 4,4  | 6,2  | 0,2 %  |
| Турция                                           | –    | –    | 0,01 | 0,07 | 0,07 | 0,15 | 1,2  | 1,8  | 1,8  | 7    | 6    | 0,2 %  |
| Греция                                           | –    | 0,01 | 0,01 | 0,02 | 0,03 | 0,06 | 0,22 | 1,2  | 2,8  | 4,9  | 5    | 0,15 % |
| Россия                                           | –    | н.д. | н.д. | н.д. | н.д. | н.д. | н.д. | 3,1  | 3,2  | 4,8  | 4,9  | 0,14 % |
| Таиланд                                          | –    | –    | –    | 0,09 | 0,09 | 0,75 | 1,2  | 1,5  | 1,6  | 4,7  | 4,7  | 0,14 % |
| Австралия                                        | –    | н.д. | н.д. | 0,44 | 0,67 | 1,7  | 2    | 2    | 2,1  | 2,2  | 2,8  | 0,08 % |
| Исландия                                         | –    | 0,01 | 0,01 | 0,03 | 0,04 | 0,11 | 0,29 | 0,56 | 0,85 | 1,4  | 2,1  | 0,06 % |
| Вьетнам                                          | –    | –    | –    | –    | –    | –    | –    | –    | –    | 1,6  | 2,1  | 0,06 % |
| Мексика                                          | –    | 0,08 | 0,24 | 0,7  | 1,1  | 1,1  | 1,1  | 1,1  | 1,3  | 1,4  | 1,6  | 0,05 % |
| Мир                                              | 3,7  | 150  | 240  | 310  | 400  | 610  | 900  | 1200 | 1900 | 2600 | 3400 | 100 %  |
| Источник: Международное энергетическое агентство |      |      |      |      |      |      |      |      |      |      |      |        |

| Страна                                           | 2010 | 2015 | 2016 | 2017 | 2018 | 2019 | 2020 | 2021 | 2022 | 2023 | 2024 | % 2024 |
| ------------------------------------------------ | ---- | ---- | ---- | ---- | ---- | ---- | ---- | ---- | ---- | ---- | ---- | ------ |
| Китай                                            | –    | 12   | 55   | 83   | 110  | 210  | 310  | 470  | 760  | 1200 | 1600 | 80 %   |
| США                                              | 0,06 | 3,5  | 3,8  | 5,6  | 11   | 13   | 17   | 22   | 29   | 40   | 53   | 2,7 %  |
| Республика Корея                                 | –    | 0,3  | 1    | 3    | 5    | 9,1  | 9,1  | 9,1  | 21   | 34   | 47   | 2,4 %  |
| Германия                                         | –    | 0,5  | 1,7  | 2,2  | 2,9  | 3,2  | 6,3  | 9,5  | 15   | 23   | 37   | 1,9 %  |
| Франция                                          | –    | 0,6  | 1    | 1    | 2,3  | 2,7  | 3,3  | 4,9  | 17   | 20   | 32   | 1,6 %  |
| Индия                                            | –    | –    | –    | –    | –    | 2    | 2,9  | 4    | 4,1  | 14   | 28   | 1,4 %  |
| Великобритания                                   | –    | 0,54 | 0,78 | 0,92 | 1,1  | 1,1  | 4,7  | 5,5  | 7,8  | 12   | 17   | 0,9 %  |
| Норвегия                                         | –    | 0,3  | 0,5  | 0,9  | 1,2  | 4    | 5,3  | 6,7  | 10   | 12   | 13   | 0,7 %  |
| Испания                                          | –    | 0,24 | 0,36 | 0,44 | 0,44 | 1    | 2,7  | 2,7  | 2,2  | 6,6  | 13   | 0,7 %  |
| Италия                                           | –    | 0,07 | 0,17 | 0,46 | 0,7  | 1,1  | 1,5  | 2,2  | 7    | 8,1  | 11   | 0,6 %  |
| Япония                                           | 0,3  | 6    | 7,1  | 7,3  | 7,7  | 7,9  | 7,9  | 8    | 8,4  | 9,6  | 10   | 0,5 %  |
| Таиланд                                          | –    | –    | –    | –    | –    | 0,07 | 0,71 | 0,77 | 1,6  | 5,8  | 8,7  | 0,4 %  |
| Нидерланды                                       | –    | 0,2  | 0,4  | 0,4  | 0,8  | 1,3  | 2,3  | 2,8  | 4,5  | 5    | 8    | 0,4 %  |
| Канада                                           | –    | 0,06 | 0,13 | 0,48 | 0,84 | 0,84 | 2,3  | 3    | 4,3  | 5,1  | 6,6  | 0,3 %  |
| Швеция                                           | –    | –    | 0,5  | 0,2  | 1    | 1,2  | 1,4  | 1,7  | 2,6  | 7,8  | 6,6  | 0,3 %  |
| Дания                                            | –    | 0,3  | 0,34 | 0,39 | 0,4  | 0,46 | н.д. | н.д. | 1,4  | 3    | 6,4  | 0,3 %  |
| Австрия                                          | –    | –    | –    | –    | н.д. | н.д. | 1,5  | 1,5  | н.д. | 3,6  | 6,3  | 0,3 %  |
| Турция                                           | –    | –    | –    | –    | –    | –    | 0,06 | 0,17 | 0,36 | 3,1  | 5,9  | 0,3 %  |
| Россия                                           | –    | –    | –    | –    | –    | –    | –    | 1,6  | 2,2  | 5,7  | 5,7  | 0,3 %  |
| Финляндия                                        | –    | 0,13 | 0,14 | 0,14 | 0,22 | 0,39 | 0,43 | 0,79 | 1,7  | 2,9  | 4,4  | 0,22 % |
| Швейцария                                        | –    | 0,26 | 0,35 | 0,58 | 0,74 | 0,92 | 1    | 1,9  | 2,2  | 2,8  | 4,2  | 0,21 % |
| Вьетнам                                          | –    | –    | –    | –    | –    | –    | –    | –    | –    | 3,3  | 4    | 0,2 %  |
| Португалия                                       | –    | –    | –    | 0,15 | 0,18 | 0,36 | 0,72 | 1,4  | 1,6  | 3,8  | 3,8  | 0,19 % |
| Польша                                           | –    | –    | –    | 0,04 | 0,11 | 0,12 | 0,52 | 1,5  | 1,5  | 1,5  | 3    | 0,15 % |
| Бельгия                                          | –    | –    | –    | 0,3  | 0,32 | 0,49 | 0,74 | 0,72 | 1,2  | 2    | 2,6  | 0,13 % |
| Израиль                                          | –    | –    | –    | –    | –    | –    | –    | –    | 0,26 | 0,71 | 2,6  | 0,13 % |
| Индонезия                                        | –    | –    | –    | –    | –    | –    | –    | 0,13 | 0,44 | 0,77 | 2,3  | 0,12 % |
| Мир                                              | 0,37 | 13   | 18   | 22   | 150  | 270  | 390  | 570  | 920  | 1500 | 2000 | 100 %  |
| Источник: Международное энергетическое агентство |      |      |      |      |      |      |      |      |      |      |      |        |

## Дорожные знаки
Согласно постановлению правительства от 6 октября 2022 года за № 1769, с 1 марта 2023 года был введён в оборот новый дорожный знак дополнительной информации (табличка) 8.26 «Зарядка электромобилей».
Непосредственно в месте расположения ЭЗС как на практике, так и согласно приказу Минстроя 718 от 2023 года, ЭЗС размещается комбинация знаков дорожный знак 6.4 «Парковка (парковочное место)» в сочетании с табличкой 8.4.3.1 «Вид транспортного средства» согласно ГОСТ Р 52289.
Для защиты ЭЗС от парковки автомобилей с двигателем внутреннего сгорания, принято обозначивать знаками, что остановка в месте расположения ЭЗС разрешена только для электромобилей.

Дорожный знак 7.21 автозаправочной станции с возможностью зарядки электромобилей (Россия)
Дорожный знак 6.3.4 станции зарядки электромобилей (Белоруссия)
Дорожный знак станции зарядки электромобилей (Евросоюз)
Дорожный знак D-23c пункта зарядки электромобилей (Польша)
Дорожный знак 365-65 станции зарядки электромобилей (Германия)
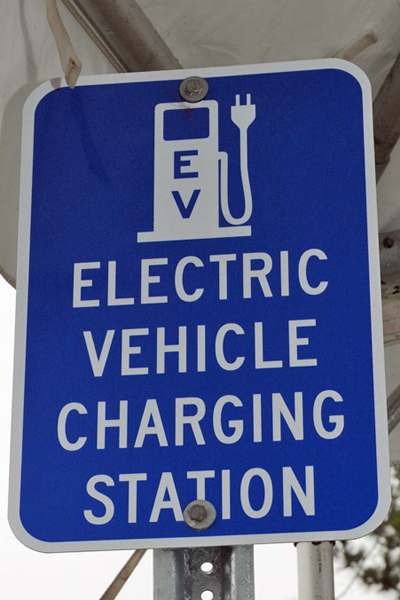
Дорожный знак станции зарядки электромобилей (США)
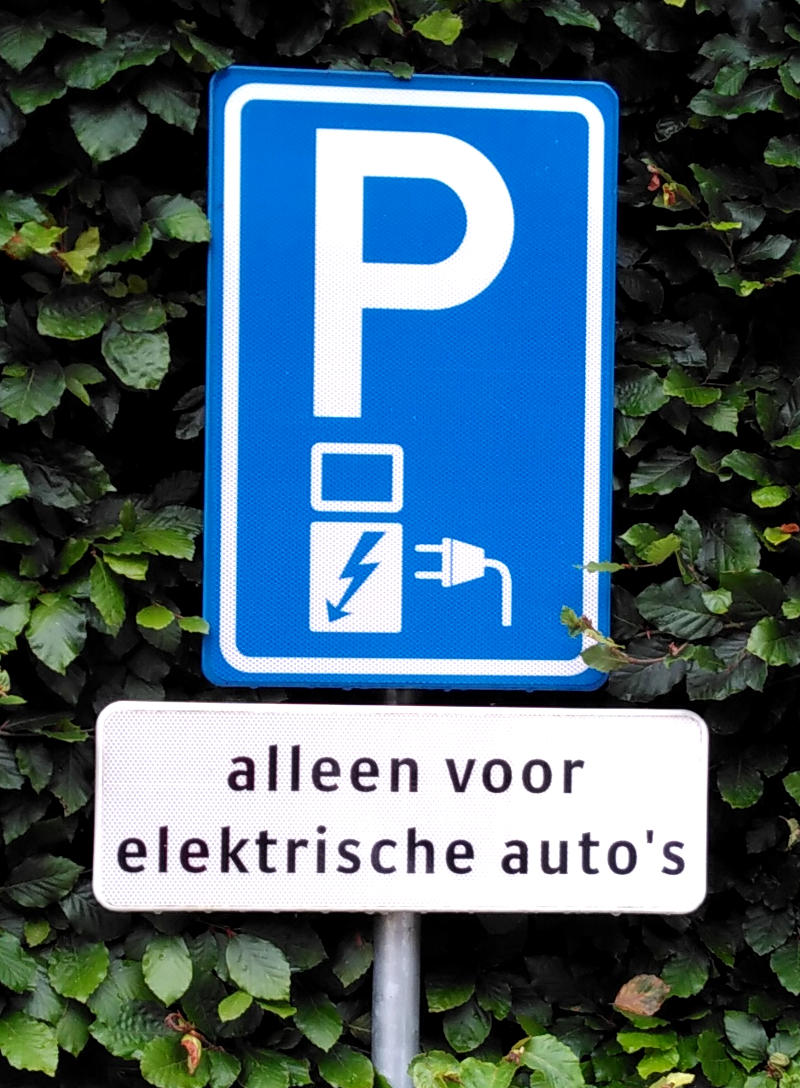
Дорожный знак парковки только для зарядки электромобилей (Нидерланды)

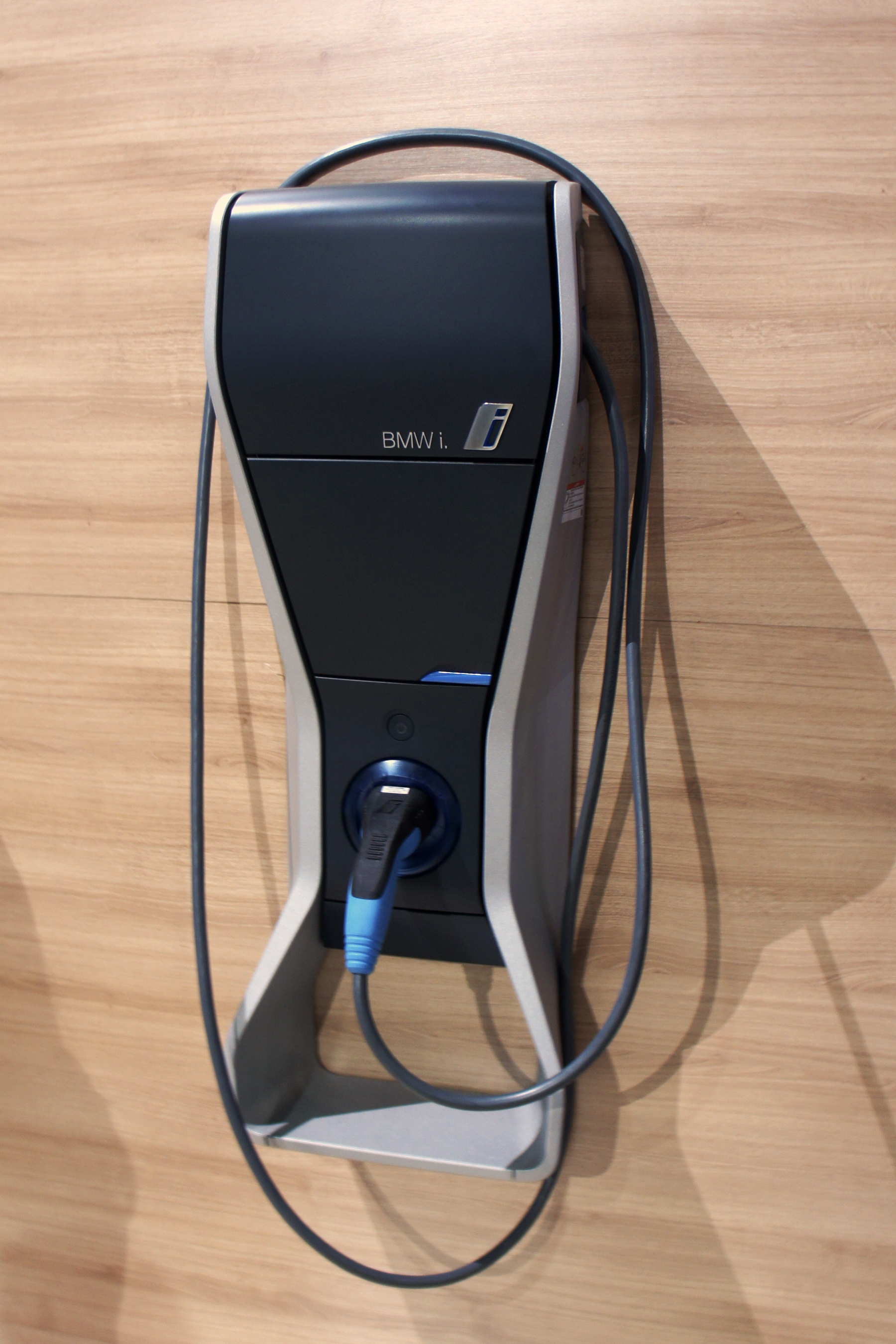
Настенная зарядная станция (2014)

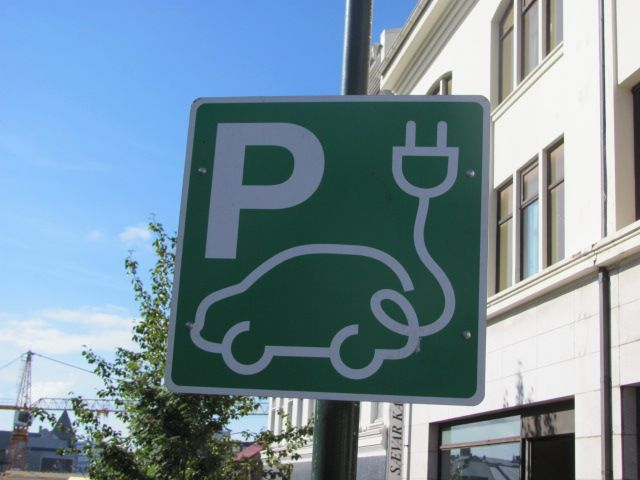
Дорожный знак парковки только для зарядки электромобилей (Исландия)